# Valencia
Valencia (deutsch [vaˈlɛn(t)si̯a]; spanisch [baˈlenθja]; valencianisch: (offiziell) Valéncia [vaˈɫensia], deutsch veraltet: Valentz) ist eine Großstadt im östlichen Teil Spaniens. Die Hauptstadt der autonomen Valencianischen Gemeinschaft und der Provinz Valencia liegt rund 320 km südöstlich der Landeshauptstadt Madrid an der Mündung des Turia ins Mittelmeer und ist mit 825.948 Einwohnern (Stand: 2024) nach Madrid und Barcelona die drittgrößte Stadt des Landes. In der Provinz Valencia leben rund zweieinhalb Millionen Menschen.
Valencia ist Sitz des römisch-katholischen Erzbistums Valencia, das bis auf das 6. Jahrhundert zurückgeht, aber nach dem Ende der maurischen Herrschaft neu begründet wurde. Bischofskirche ist die Kathedrale von Valencia, deren Patrozinium an Mariä Himmelfahrt gefeiert wird.

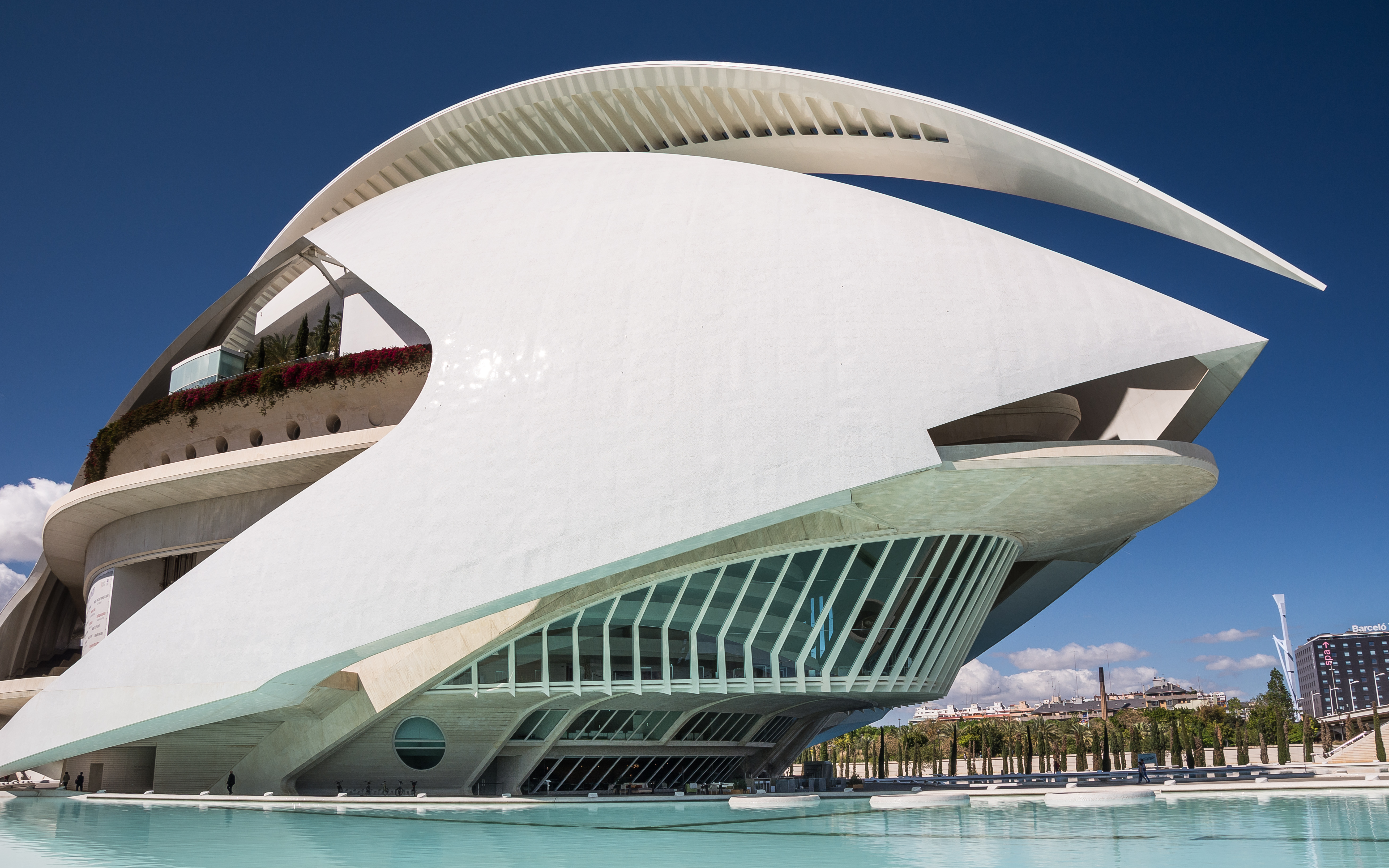
Palau de les Arts, Valencia

## Geographie

Satellitenbild

Valencia liegt an der spanischen Mittelmeerküste, etwa 350 km südwestlich von Barcelona an der Mündung des Flusses Turia und fast genau auf der gleichen geografischen Breite wie Mallorca. Der Fluss Turia wurde nach verheerenden Überschwemmungen in den 1950er Jahren (letztmals 1957) aus der Stadt heraus verlegt; das ehemalige Flussbett wurde in einen Park umgewandelt. Die Stadt besitzt drei Strände (Playa de las Arenas, Playa de Malvarrosa und Playa de la Patacona).

### Klima
In Valencia herrscht ein ausgeprägtes Mittelmeerklima. Die Durchschnittstemperatur beträgt 18,3 °C, die monatlichen Mittelwerte liegen zwischen 11,8 °C im Monat Januar und 26,1 °C im Monat August. Die Tageshöchsttemperaturen im Januar liegen bei durchschnittlich 16,4 °C. Im Winter fallen die Temperaturen fast nie unter 4–8 °C, an warmen Wintertagen können Tageshöchstwerte von 18–25 °C erreicht werden. Im Sommer sind bis zu 40 °C möglich, während die Temperaturen nachts auf 20–25 °C fallen.
Die jährliche Niederschlagsmenge beträgt etwas weniger als 475 mm. Es regnet vor allem im Frühjahr und Herbst, jeweils etwa fünf Tage im Monat. Die erste Oktoberwoche ist für ihre starken Niederschläge „berühmt“. Die Sommermonate Juni, Juli und August sind nahezu niederschlagsfrei.
Die mittlere Wassertemperatur in Valencia liegt von Juni bis Oktober über 22 °C, und sie erreicht im August mit 27 °C ihr Maximum. In den Wintermonaten beträgt die mittlere Wassertemperatur 14–16 °C.
|                       | Jan  | Feb  | Mär  | Apr  | Mai  | Jun  | Jul  | Aug  | Sep  | Okt  | Nov  | Dez  |   |      |
| Mittl. Tagesmax. (°C) | 16,4 | 17,2 | 19,3 | 20,8 | 23,4 | 27,1 | 29,7 | 30,2 | 27,9 | 24,3 | 19,8 | 17,0 | ⌀ | 22,8 |
| Mittl. Tagesmin. (°C) | 7,1  | 7,8  | 9,6  | 11,5 | 14,6 | 18,6 | 21,5 | 21,9 | 19,1 | 15,2 | 10,8 | 8,1  | ⌀ | 13,8 |
|                       |      |      |      |      |      |      |      |      |      |      |      |      |   |      |
| Niederschlag (mm)     | 37   | 36   | 33   | 38   | 39   | 22   | 8    | 20   | 70   | 77   | 47   | 48   | Σ | 475  |
|                       |      |      |      |      |      |      |      |      |      |      |      |      |   |      |
| Sonnenstunden (h/d)   | 5    | 6    | 6    | 7    | 8    | 9    | 10   | 9    | 8    | 6    | 5    | 5    | ⌀ | 7    |
|                       |      |      |      |      |      |      |      |      |      |      |      |      |   |      |
| Regentage (d)         | 4,4  | 3,9  | 3,6  | 4,8  | 4,3  | 2,6  | 1,1  | 2,4  | 5,0  | 5,0  | 4,3  | 4,8  | Σ | 46,2 |
|                       |      |      |      |      |      |      |      |      |      |      |      |      |   |      |
| Wassertemperatur (°C) | 14   | 14   | 15   | 17   | 20   | 23   | 26   | 27   | 25   | 22   | 19   | 16   | ⌀ | 19,9 |
|                       |      |      |      |      |      |      |      |      |      |      |      |      |   |      |
| Luftfeuchtigkeit (%)  | 64   | 64   | 63   | 62   | 65   | 66   | 67   | 68   | 67   | 67   | 66   | 65   | ⌀ | 65,3 |

| 7,1 |

| 7,8 |

| 9,6 |

| 11,5 |

| 14,6 |

| 18,6 |

| 21,5 |

| 21,9 |

| 19,1 |

| 15,2 |

| 10,8 |

| 8,1 |

| 7,1 |

| 7,8 |

| 9,6 |

| 11,5 |

| 14,6 |

| 18,6 |

| 21,5 |

| 21,9 |

| 19,1 |

| 15,2 |

| 10,8 |

| 8,1 |

### Gliederung

Stadtteile Valencias mit der Frischwasserlagune im Süden (weiß, ohne Nummer)

Einige der heutigen Stadtteile waren früher eigenständige Siedlungen bzw. Dörfer, die vor allem in der zweiten Hälfte des 19. Jahrhunderts der Stadt Valencia angegliedert wurden, darunter Beniferri, Benimaclet, Patraix und Russafa um 1877; Benimàmet und Orriols um 1887; Borbotó, Campanar, Mauella, Pueblo Nuevo del Mar und Villanueva del Grao um 1897; und Benifaraig, Carpesa und Masarrojos um 1900.
| Ciutat Vella     | La Seu – La Xerea – El Carme – El Pilar – El Mercat – Sant Francesc                                                              |
| Eixample         | Russafa – El Pla Del Remei – Gran Via                                                                                            |
| Extramurs        | El Botànic – La Roqueta – La Petxina – Arrancapins                                                                               |
| Campanar         | Campanar – Tendetes – El Calvari – Sant Pau                                                                                      |
| La Saïdia        | Marxalenes – Morvedre – Trinitat – Tormos – Sant Antoni                                                                          |
| El Pla del Reial | Exposició – Mestalla – Rei Jaume – Ciutat Universitària                                                                          |
| Olivereta        | Nou Moles – Soternes – Tres Forques – La Fontsanta – La Llum                                                                     |
| Patraix          | Patraix – Sant Isidre – Vara De Quart – Safranar – Favara                                                                        |
| Jesús            | La Raiosa – L’Hort De Senabre – La Creu Coberta – Sant Marcellí – Cami Reial                                                     |
| Quatre Carreres  | Montolivet – La Font d’En Corts – Malilla – La Fonteta de Sant Lluís – Na Rovella – La Punta – Ciutat de les Arts i les Ciències |
| Poblats Marítims | El Grau – El Cabanyal-El Canyamelar – La Malva-rosa – Beteró – Natzaret                                                          |
| Camins al Grau   | Aiora – Albors – La Creu Del Grau – Camí Fondo – Penya-Roja                                                                      |
| Algirós          | L’Illa Perduda – Ciutat Jardí – L’Amistat – La Vega Baixa – La Carrasca                                                          |
| Benimaclet       | Benimaclet – Camí de Vera |
| Rascanya         | Orriols – Torrefiel – Sant Llorenç                                                                                               |
| Benicalap        | Benicalap – Ciutat Fallera |

| Poblats del Nord  | Benifaraig – Poble Nou – Carpesa – Cases de Bàrcena – Mauella – Masarrojos – Borbotó                       |
| Poblats de l’Oest | Benimàmet – Beniferri                                                                                      |
| Poblats del Sud   | Forn d’Alcedo – Castellar-L’Oliveral – Pinedo – El Saler – El Palmar – El Perellonet – La Torre – Faitanar |

## Geschichte

### Antike
138 v. Chr. wurde die Stadt Valentia [wa'lentia] vom römischen Konsul Decimus Iunius Brutus Callaicus gegründet, berichtet der Historiker Titus Livius. Etwa hundert Jahre später wird Valentia Edetanorum als eine der ersten hispanischen Städte römische Kolonie. Die römische Siedlung lag dort, wo sich heute der Kern der Altstadt um die Kathedrale befindet, etwa vier Kilometer vom Meer entfernt auf einer Flussinsel im Turia.

### Mittelalter
Unter westgotischer Herrschaft kaum entwickelt, machte die Stadt nach der arabischen Eroberung 711 rasche Fortschritte und erreichte im Kalifat von Córdoba 15.000 Einwohner.
In der Zeit der Taifa-Königreiche herrschten die Amiriden und die Dhun-Nuniden in „Balansiya“. Im 11. Jh. ließen die Amiriden eine neue Stadtmauer errichten, bei der es sich um die erste handelt, deren genauer Verlauf heute noch bekannt ist.
1094 eroberte El Cid, ein kastilischer Adliger, die Stadt. Die Eroberung erfolgte nicht im Auftrag eines der christlichen Reiche der Halbinsel, sondern auf eigene Rechnung des Cid, der sich zum „Herren von Valencia“ (Señor de Valencia) proklamierte und sich so eine Art Privatkönigreich schuf. Er konnte die Stadt gegen mehrere Angriffe der Almoraviden verteidigen, und nach seinem Tod im Jahr 1099 gelang es auch seiner Witwe Jimena, Valencia noch bis 1102 zu halten.
1102 fiel Valencia zunächst an die Almoraviden, wenig später – wie der gesamte islamische Herrschaftsbereich auf der Halbinsel – an die Almohaden. Nach dem Sieg der vereinigten christlichen Heere über die Almohaden in der Schlacht bei Las Navas de Tolosa (1212) zerfiel das maurische Spanien wieder in einzelne Kleinkönigreiche, darunter auch wieder eine Taifa von Valencia.

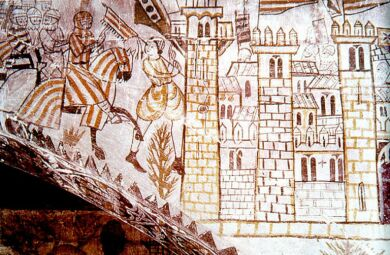
Einzug König Jakobs I. von Aragonien im Jahr 1238, Wandmalerei im Castillo de Alcañiz

Sie wurde schließlich 1238 von König Jakob I. von Aragonien erobert, der nach fünfmonatiger Belagerung am 9. Oktober (heute als Día de la Comunidad Valenciana regionaler Feiertag) des Jahres in die Stadt einzog. Er machte die ehemalige Taifa als Königreich Valencia zu einem Teilkönigreich der Krone von Aragon.
Mitte des 14. Jh. wurde eine neue Stadtmauer errichtet, die den geschützten Bereich im Vergleich zum maurischen Vorgängerbau auf 142 Hektar verdreifachte.
Im 15. Jh. wuchs die Stadt rasant und entwickelte sich zu einem der größten Mittelmeerhäfen sowie zu einem bedeutenden Handels- und Finanzzentrum. Ein großer Wirtschaftszweig war dabei die Seidenweberei. Anfang des 15. Jh. hatte die Stadt etwa 40.000 Einwohner, 1483 lebten schon etwa 75.000 Menschen hier. In dieser Zeit entstanden zahlreiche gotische Stadtpaläste, darunter die Lonja de la Seda („Seidenbörse“). Joanot Martorell, Autor von Tirant lo Blanch, und der Dichter Ausiàs March sind berühmte Valencianer aus dieser Zeit.
Auch die erste Druckerpresse auf der iberischen Halbinsel stand in Valencia. 1478 wurde die erste Bibel in einer romanischen Sprache (Valencianisch) gedruckt. Dies wird Bonifaci Ferrer zugeschrieben. Mit Künstlern aus den italienischen Herrschaftsgebieten der Krone von Aragón zeigte auch die neue Kunstepoche der Renaissance ihre ersten Äußerungen auf der Iberischen Halbinsel in Valencia.

### Neuzeit

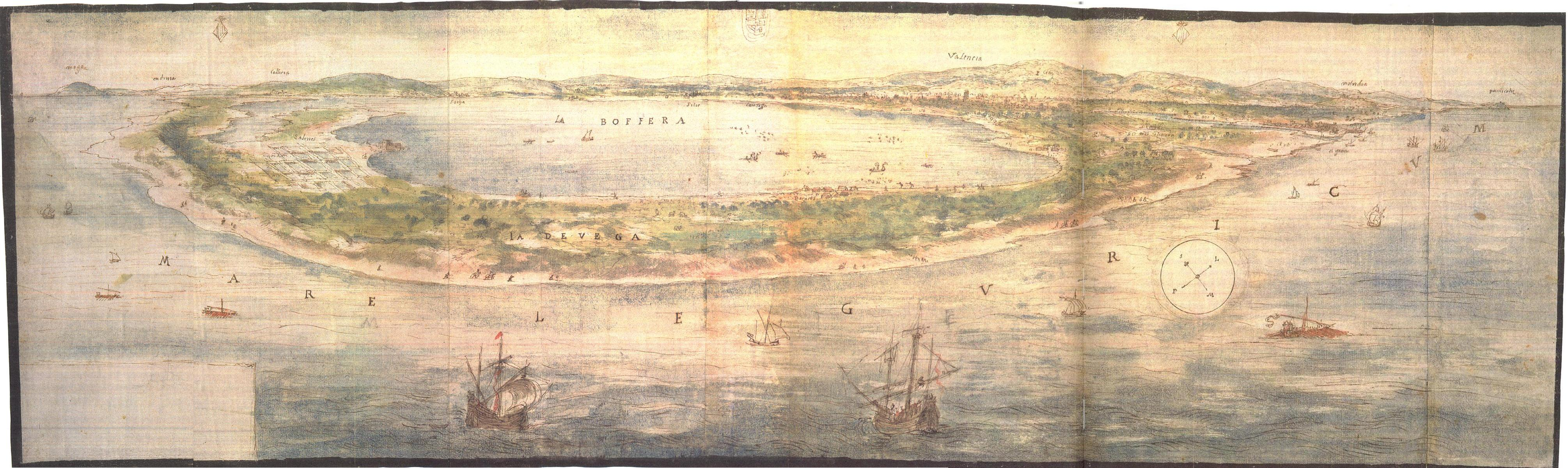
L'Albufera de València, 1563, Anton van den Wyngaerde

Am Handel mit der Neuen Welt, der bis ins 18. Jh. ausschließlich über die andalusischen Häfen Sevilla und Cádiz abgewickelt wurde, hatte Valencia keinen Anteil. 1520 – gleichzeitig mit dem Comuneros-Aufstand gegen König Karl I. (der deutsche Kaiser Karl V.) in Toledo und anderen Städten – erhoben sich in Valencia die in Bruderschaften (Germaníes) zusammengeschlossenen Zünfte. Nachdem im April 1521 bei Villalar die königliche Reiterei über die aufständischen Comuneros gesiegt hatte, wurde auch der Germanías-Aufstand niedergeschlagen.
Die Ausweisung der Morisken, die insbesondere auf dem Land noch einen großen Teil der arbeitenden Bevölkerung stellten, aus den Ländern der Krone von Aragón im Jahr 1609 stürzte das Königreich Valencia und seine Hauptstadt in eine tiefe wirtschaftliche Krise, von der sie sich im Laufe des Jahrhunderts nur langsam erholten.
Während des Spanischen Erbfolgekriegs (1701–1714) stand Valencia auf der Seite Karls von Österreich. Nach dem Sieg der Bourbonen in der Schlacht bei Almansa am 25. April 1707 verloren die Stadt und das Königreich Valencia ihre Privilegien, als der neue König Philipp V. die alten Strukturen auflöste und eine zentralisierte Monarchie schuf.
Während der Napoleonischen Kriege konnten die Franzosen die Stadt lange Zeit nicht in ihre Gewalt bekommen. Nachdem am 23. Mai 1808 in Valencia bekannt geworden war, dass in Bayonne Karl IV. und sein Sohn Ferdinand VII. unter dem Druck Napoleons zugunsten dessen Bruders Joseph Bonaparte auf die spanische Krone verzichtet hatten, bildete sich unter dem Druck der Bevölkerung eine Verteidigungs-Junta, die im Juni 1808 einen ersten Angriff französischer Truppen abwehren konnte. Auch eine weitere Belagerung durch napoleonische Truppen im März 1810 schlug fehl. Erst im Januar 1812 gelang Marschall Suchet die Eroberung Valencias, das dann bis Juli 1813 von den französischen Truppen besetzt blieb.
In der zweiten Hälfte des 19. Jh. wurden die Stadtmauern, die die Stadt in ihrer weiteren Entwicklung zunehmend einengten, niedergerissen, im Westen und Süden entstanden neue Stadtteile mit breiten, schachbrettartig angelegten Straßen (die heutigen Bezirke Eixample und Extramurs). In der Altstadt wurden nach dem Abriss mittelalterlicher Häuserblöcke die beiden großen Plätze Plaza del Ayuntamiento und Plaza de la Reina angelegt.

### 20. Jahrhundert
In den ersten Jahrzehnten des 20. Jh. stand die valencianische Architektur – ebenso wie die Barcelonas – unter dem Zeichen des Modernisme, der sich noch heute in den Fassaden zahlreicher bürgerlicher Wohnhäuser, dem Bahnhof Estación del Norte und den Markthallen Mercat Central und Mercat de Colón zeigt. Während des Spanischen Bürgerkrieges 1936–1939 gehörte Valencia zu dem von den Republikanern kontrollierten Gebiet und war ab November 1936 anstelle des unmittelbar in der Kampfzone gelegenen Madrid Regierungssitz der Republik; im November 1937 verlegte die republikanische Regierung ihren Sitz jedoch weiter nach Barcelona. Die Stadt litt sehr unter den Bombardements der Luftwaffe Francos und fiel schließlich am 30. März 1939 als eine der letzten Städte in dessen Hände.

Park im ehemaligen Flussbett des Turia, September 2006

Ein katastrophales Hochwasser des Turia im Jahr 1957, bei dem Menschenleben zu beklagen waren und das auch beträchtlichen materiellen Schaden verursachte, beeinflusste die weitere Stadtentwicklung. Der spanische Staat und die Stadt Valencia beschlossen den Plan Sur, der vorsah, das Flussbett trockenzulegen und den Fluss in weitem Bogen südlich der Stadt vorbeizuführen. Die entsprechenden Wasserbau-Arbeiten wurden in den 1970er Jahren vollendet. Der ursprüngliche Plan sah vor, in dem trockengelegten Flussbett eine Stadtautobahn anzulegen, wovon dann aber später aus Kostengründen und aufgrund des Widerstands der Bevölkerung Abstand genommen wurde. Vielmehr sollte es in den Jardín del Turia, einen Großpark, verwandelt werden. Der katalanische Architekt Ricardo Bofill wurde dafür 1981 mit der Grundsatzplanung beauftragt. So erhielt eine der bis dahin grünärmsten Städte Spaniens mit der Umsetzung des Projekts eine das ganze Stadtgebiet durchziehende „Grüne Lunge“ mit Park-, Sport- und Freizeitanlagen.
Außerdem wurden in den letzten Jahrzehnten weitere städtebauliche Maßnahmen umgesetzt, durch die Valencia zunehmend auch als touristisches Ziel attraktiver gemacht wurde. Hierzu zählen eine (noch nicht abgeschlossene) Sanierung der Altstadt und der Bau moderner Veranstaltungs- und Museumsgebäude wie des Palau de la Música (1987), des Institut Valencià d’Art Modern (IVAM, 1989) und des Kongresspalastes (Norman Foster, 1998). Für den 2007 und 2010 in Valencia ausgetragenen America’s Cup wurde im alten Hafenbecken der moderne Yachthafen Marina Real Juan Carlos I angelegt. Im unteren Teil des ehemaligen Flussbetts des Turia entstand von 1991 bis 2006 die Ciudad de las Artes y de las Ciencias, für deren monumentale, postmoderne Bauten der in einem Vorort Valencias geborene Star-Architekt Santiago Calatrava verantwortlich zeichnet. 2008 wurde die Formel-1-Rennstrecke Valencia Street Circuit angelegt, bei der es sich teilweise um einen Stadtkurs handelt, der auch das Hafenbecken der Marina Real umschließt.
Dem Militärputsch vom 23. Februar 1981, als Gegenreaktion auf die Demokratisierung nach dem Ende der Franco-Diktatur, schloss sich der Befehlshaber der III. Militärregion, General Jaime Milans del Bosch, an und ließ Panzer auffahren. Am frühen Morgen des 24. Februar beorderte er sie in die Kasernen zurück, nachdem ihm klar geworden war, dass der Putschversuch scheitern würde, da sich außer in Madrid und Valencia keine weiteren Garnisonen aktiv beteiligt hatten. 200.000 Menschen gingen in Valencia für die Demokratie auf die Straße. Milans del Bosch wurde später vor Gericht gestellt und zu fast 27 Jahren Haft verurteilt, von denen er neun Jahre absitzen musste.

#### DieRuta Destroy
In den 1980er und frühen 1990er Jahren wurde Valencia mit der Straße Ruta Destroy, auch bekannt als Ruta del Bakalao, zur Party-Hauptstadt Spaniens. Bekannte Diskotheken waren in den 1980er Jahren Barraca, Spook Factory, Chocolate, Espiral, NOD, Puzzle und ACTV; später kamen Heaven, Villa Adelina, Zona und Templo hinzu. Gespielt wurden neben U2 die Musikrichtungen EBM, Synthiepop, House, Gothic Rock. Dabei waren die aktuellen Bands aus Deutschland, Großbritannien und anderen westeuropäischen Ländern angesagt. Es bildeten sich auch lokale Gruppen wie Megabeat, Amnesia, Athualpua, Antico, Hypnosis, Nova, die trotz vergleichbarer Qualität meist nur in Spanien bekannt wurden. Cetu Javu aus Deutschland mit einem spanischen Sänger war auch eine der damals bekannten Bands. Auf der Ruta Destroy fand das Geschehen nicht nur in den Clubs statt, sondern auch im Freien bei Autopartys. Die Partymeile zog an den Wochenenden bis zu 30.000 jüngere Leute an, die aus ganz Spanien anreisten. Die Partys waren auch für erotische Freizügigkeit und Drogenkonsum bekannt.
Von konservativen Politikern und Medien wurden sie daher abgelehnt. Diese brachten auch das Verbrechen von Alcácer (die Entführung, Vergewaltigung, Folter und Ermordung von drei 14- bis 15-jährigen Mädchen in einem Vorort von Valencia im Jahr 1992) in Verbindung mit der Partyszene. In den späteren 1990er Jahren nahm die Popularität der Ruta Destroy ab, ebenso wie die musikalische Qualität der Musikgruppen, es wurden meist nur noch Techno-Varianten gespielt. Es existieren jedoch weiterhin etliche Diskotheken.

#### Der Kampf umEl Cabanyal
Valencia war Schauplatz einer der längsten Auseinandersetzungen im Konfliktfeld zwischen Stadterneuerung und der Erhaltung historischer Bausubstanz. Um einen großen Boulevard der Stadt, die Avenida de Blasco Ibáñez, bis zum Meer weiter zu bauen, entschied sich die von der Partido Popular gestellte Stadtregierung 1997 für einen Plan, der den Abriss weiter Teile des ehemaligen Fischerdorfs El Cabanyal vorsah. Seit diesen Jahren wehrte sich eine Initiative aus Anwohnern, Denkmalschützern und Künstlern aus aller Welt gegen die Zerstörung des einmaligen Ensembles des Modernismo, gelegen direkt am Meer. Während die Stadtregierung in diesen Jahren immer wieder Einzelabrisse von Häusern vollziehen konnte, versuchte sich die Initiative „Salvem el Cabanyal“ über Demonstrationen und – letztlich erfolglose – Klagen bis hin zum obersten Gericht zu wehren. Da der größte Teil der betroffenen Häuser denkmalgeschützt ist, griff schließlich 2010 das damals von den Sozialisten dominierte Kulturministerium in Madrid ein, um die „Plünderung“ dieses schützenswerten Kulturgutes zu verhindern. In der Folge der Immobilienkrise ab 2009 in Spanien wäre ein derart großes Immobilien- und Stadtumbauprojekt ohnehin nur schwer zu realisieren gewesen. Die 2015 gewählte linke Stadtregierung stoppte das Projekt schließlich, durch Abriss entstandene Baulücken werden wieder gefüllt.

## Politik
Ergebnisse der Kommunalwahlen 2023:
- PP: 13 Sitze (36,6 %)
- Compromís: 9 Sitze (24,0 %)
- PSOE: 7 Sitze (19,0 %)
- VOX: 4 Sitze (12,7 %)

Bürgermeisterin ist María José Catalá Verdet (PP), die mit einer Koalition aus PP und VOX regiert.

## Kultur und Sehenswürdigkeiten

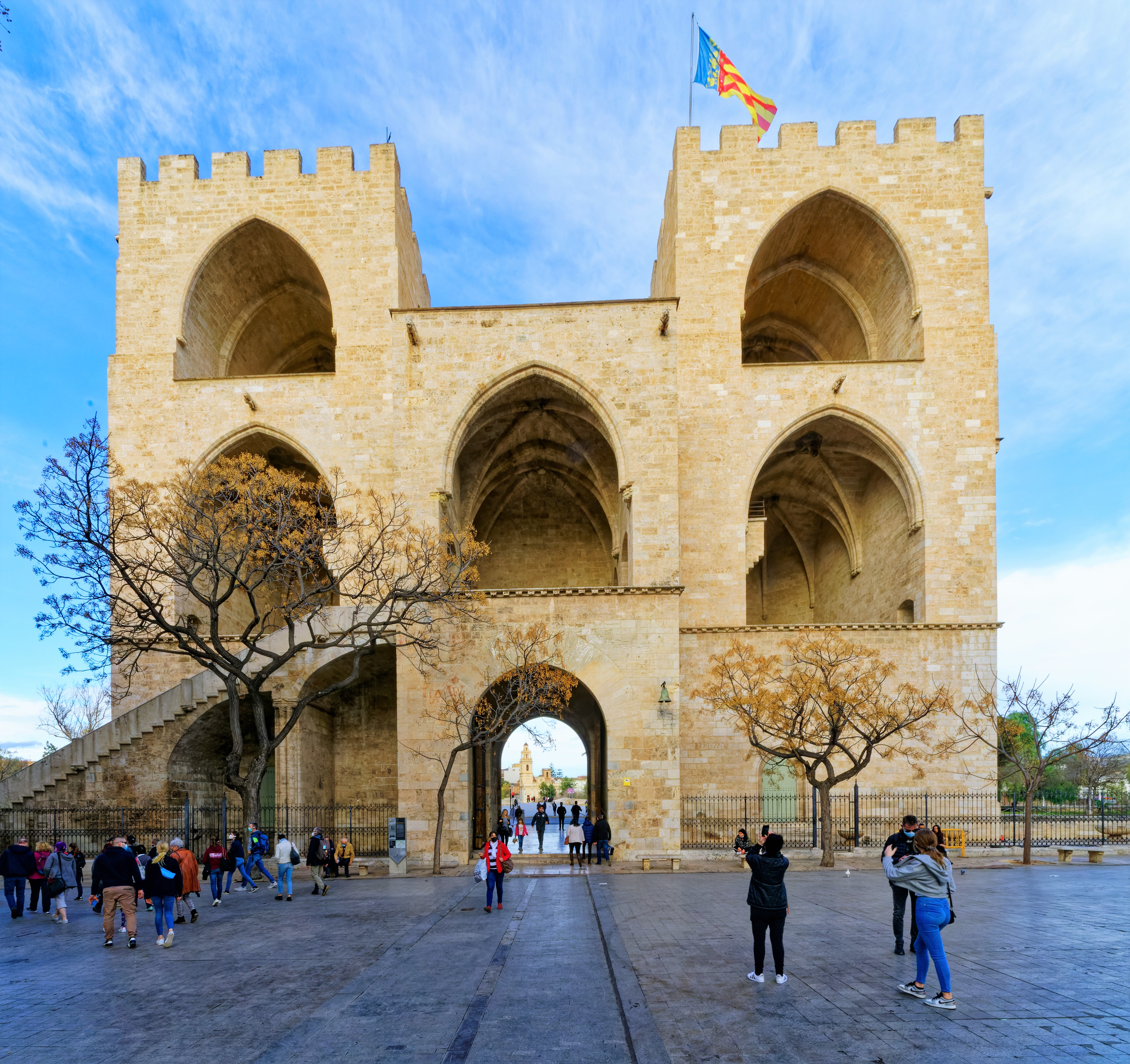
Das Stadttor Torres de Serranos, Stadtseite

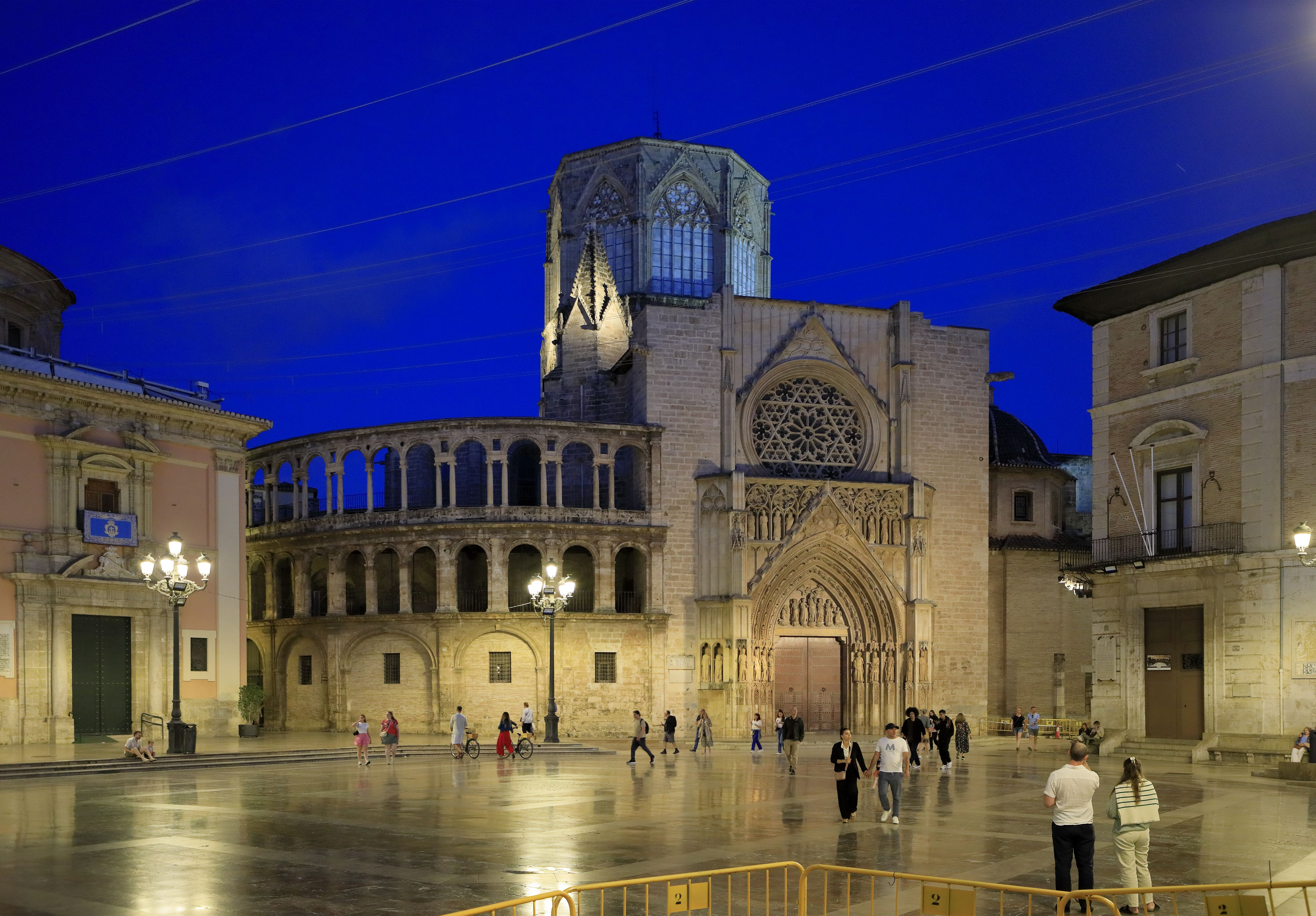
Kathedrale

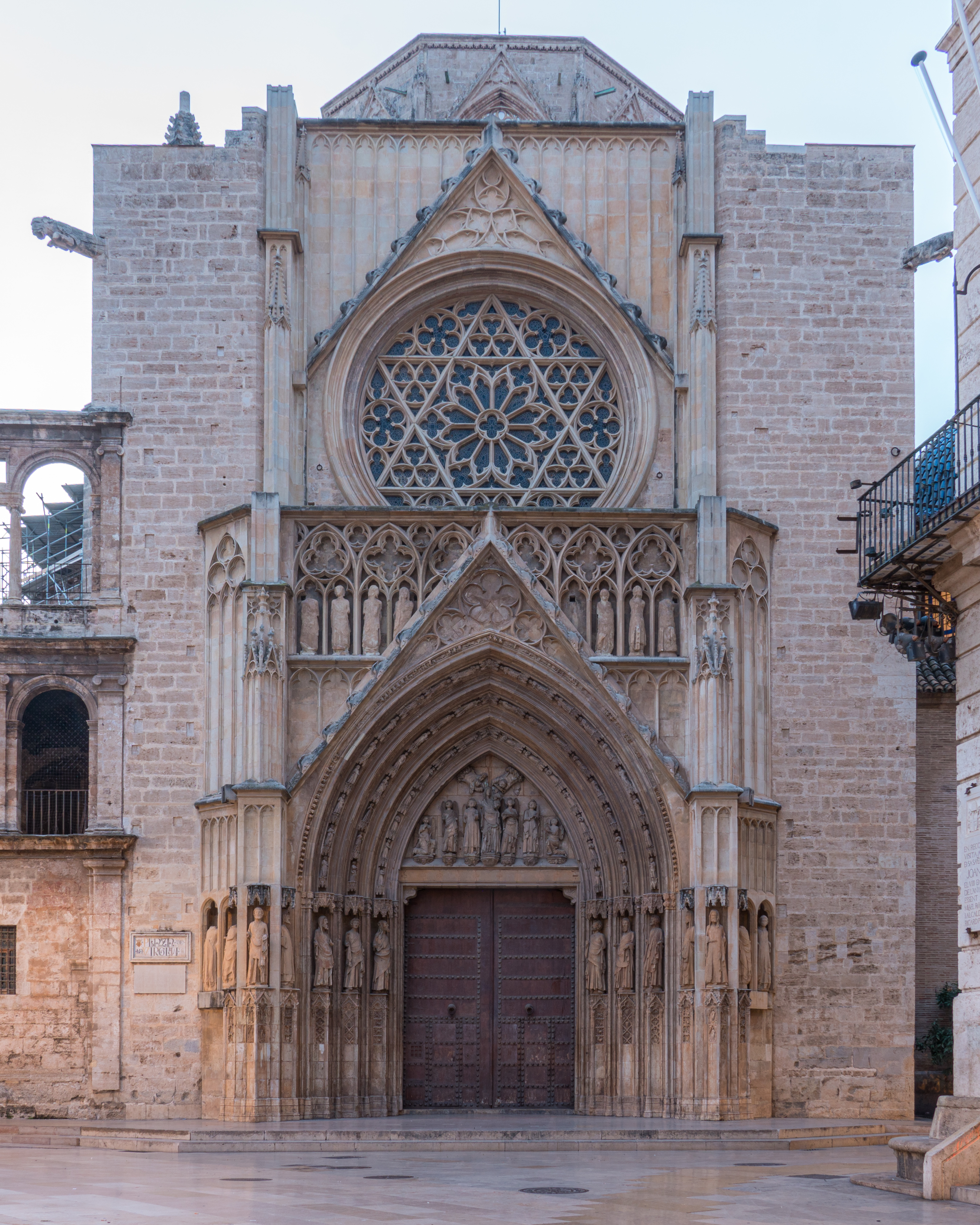
Gotisches Apostelportal der Kathedrale

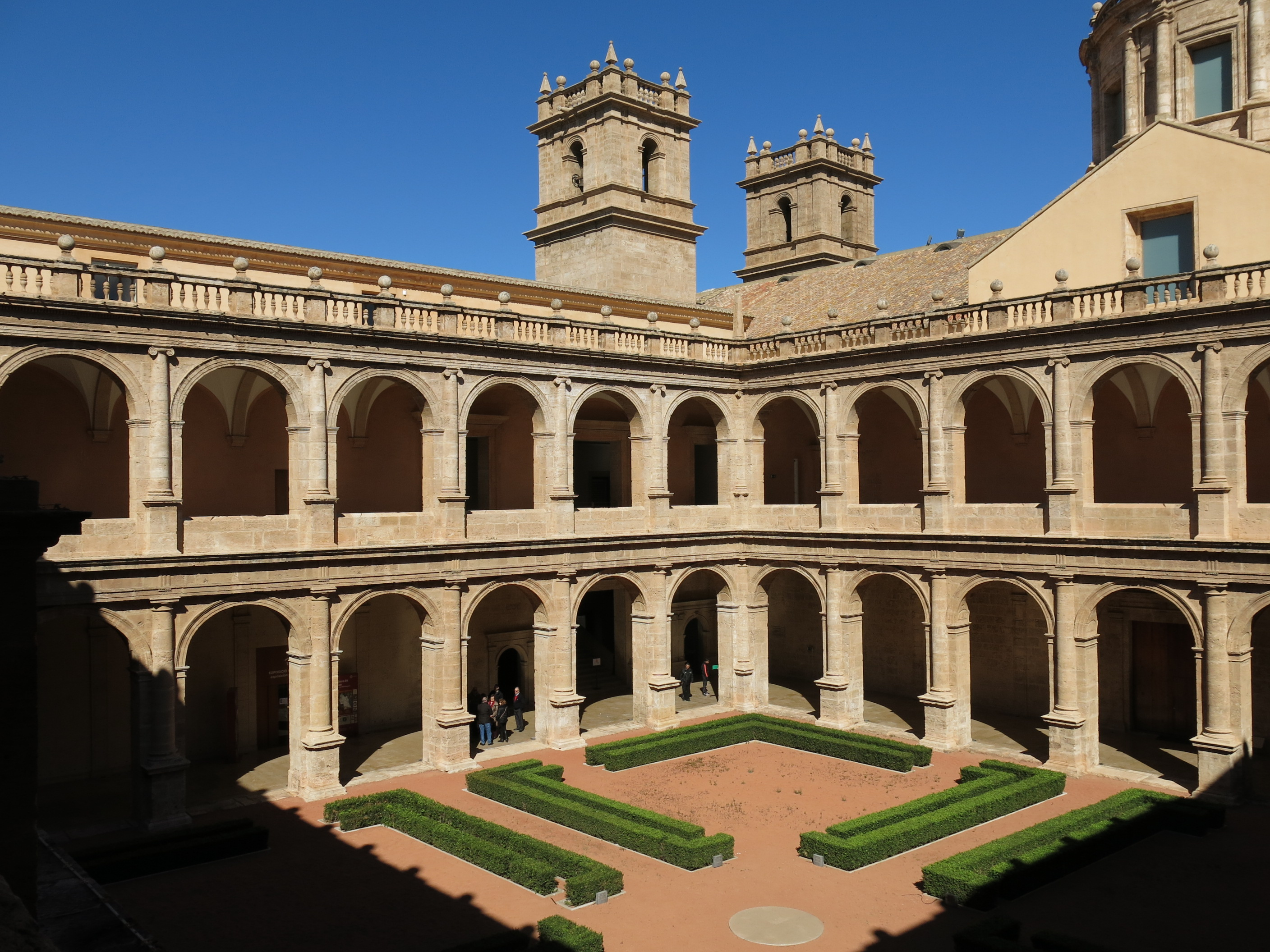
Sant Miquel dels Reis

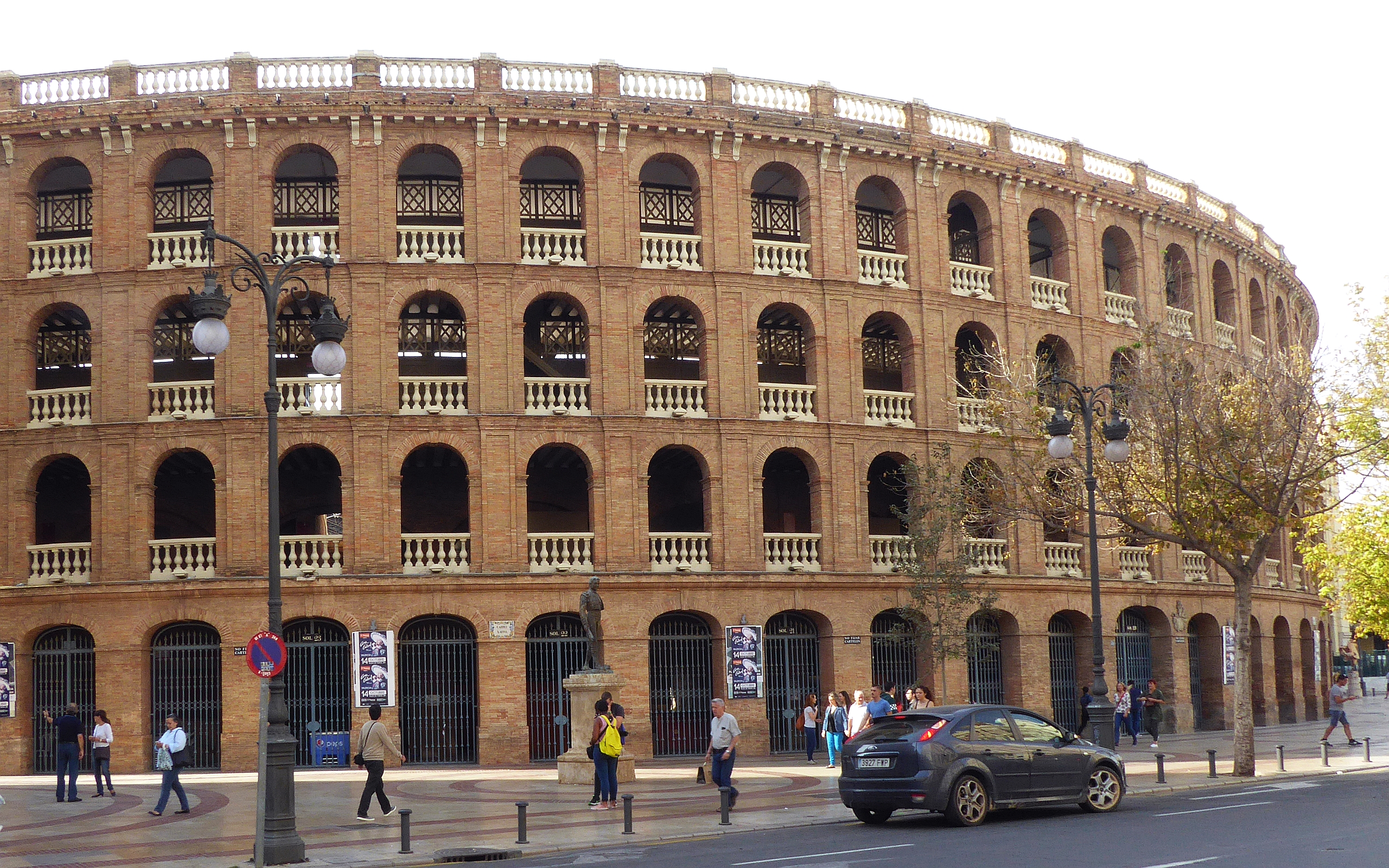
Stierkampfarena in Valencia

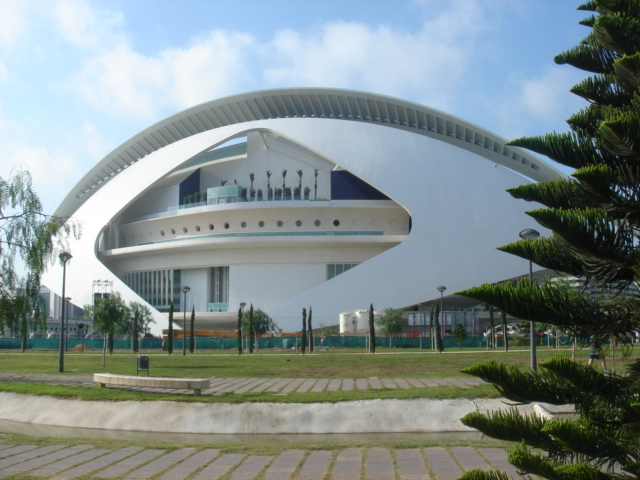
Palau de les Arts Reina Sofía

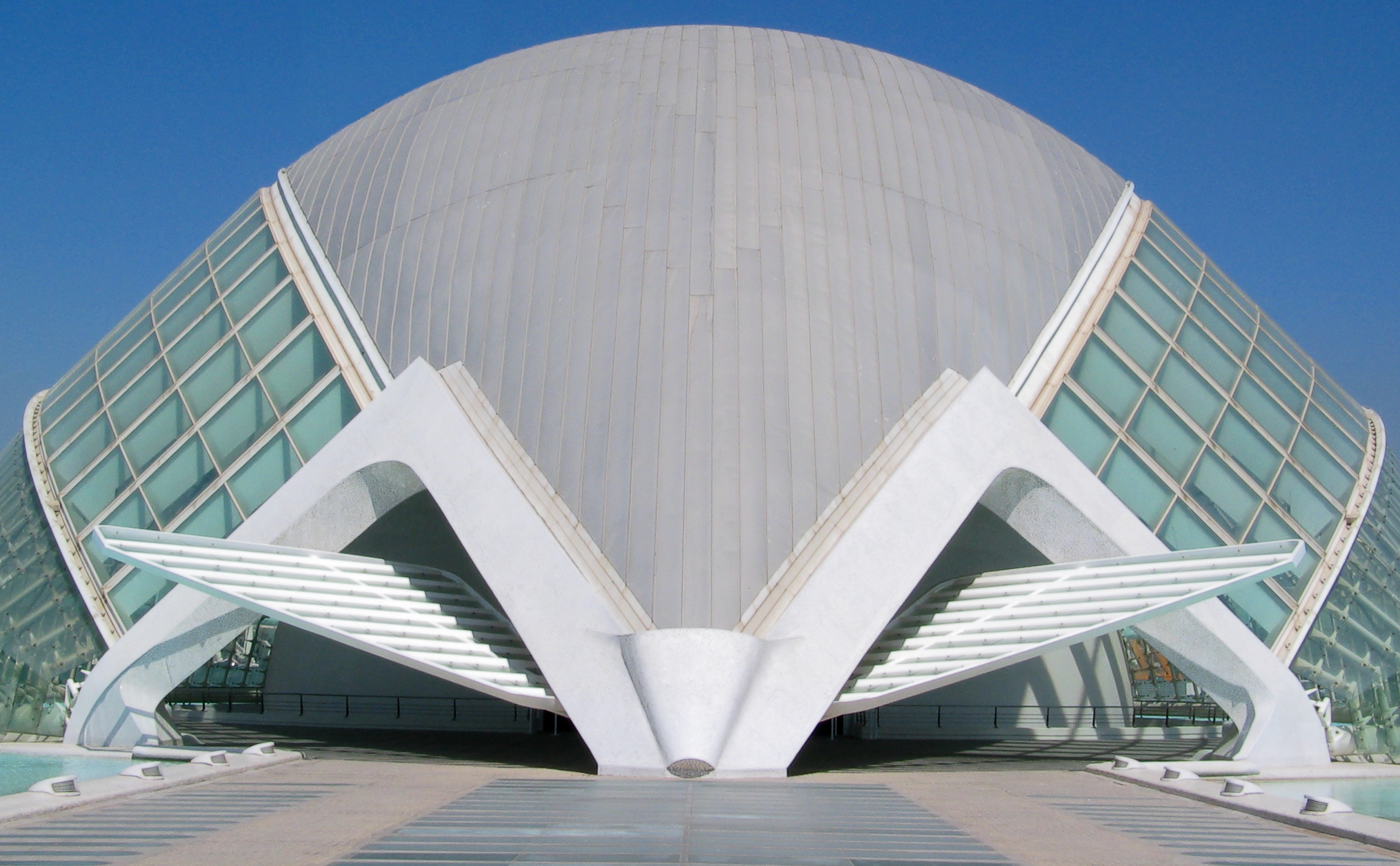
Das 3D-Kino L’Hemisfèric

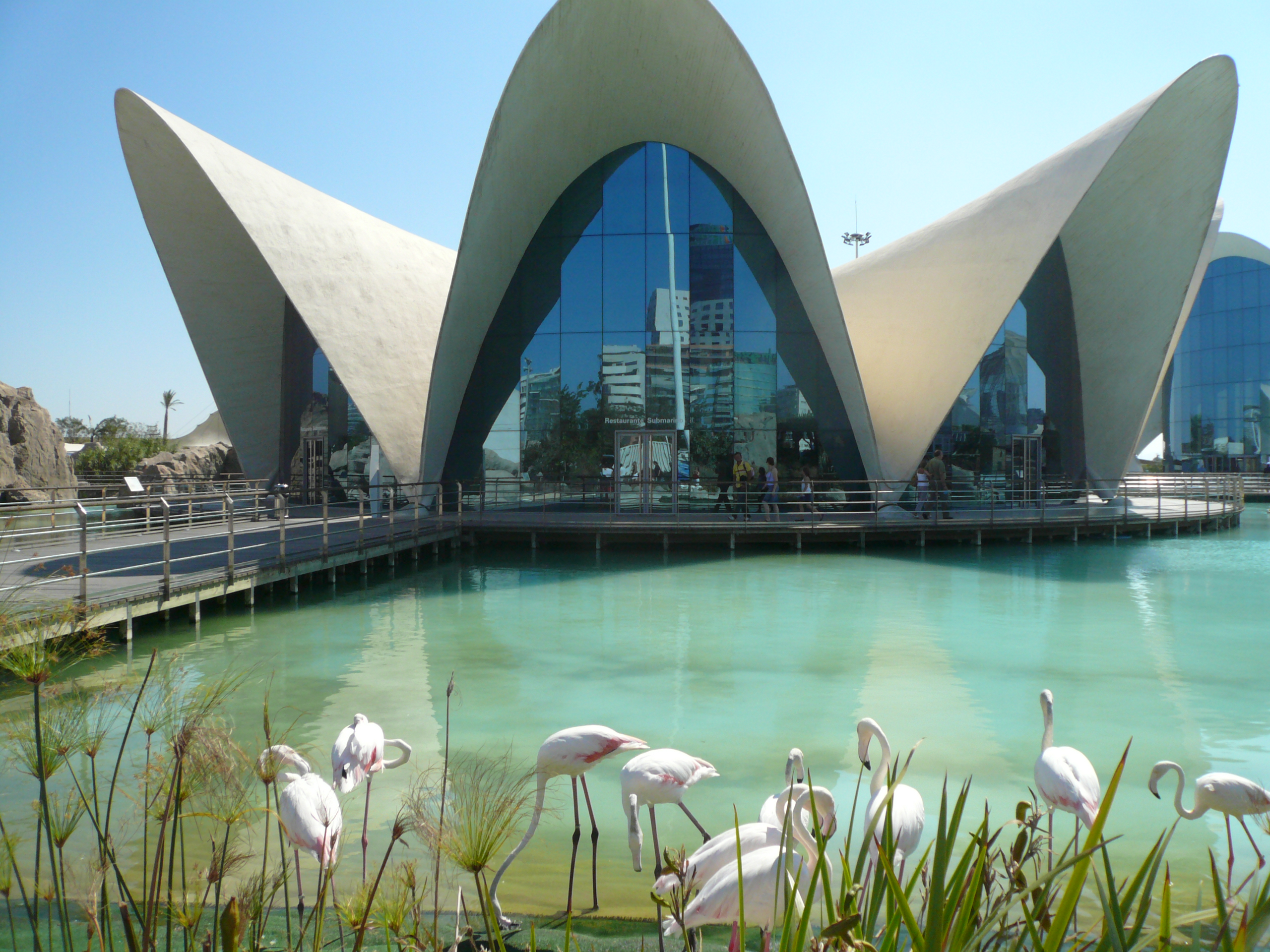
Flamingos im L’Oceanogràfic

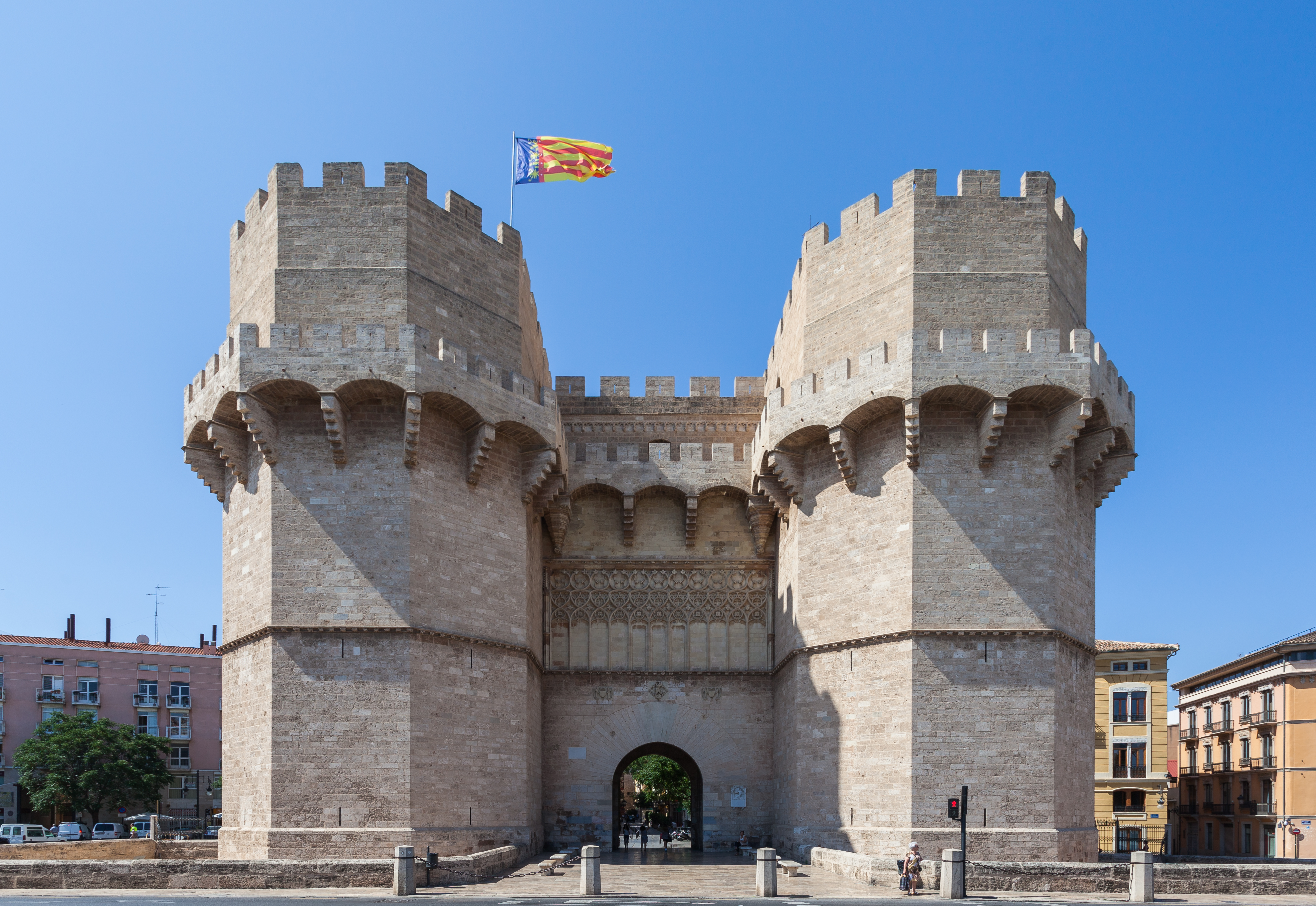
Torres de Serranos

### Torres de Serranos
Das frühere Stadttor Torres de Serranos stellt das bekannteste Wahrzeichen von Valencia dar. Es bildete den Zugang zur Stadt von Nordwesten her, also auf den Landstraßen von Barcelona und von Zaragoza und war in die heute nicht mehr vorhandene Stadtmauer eingefügt. Unmittelbar vor dem Tor war der Fluss Turia auf einer rund 100 Meter langen Brücke zu überqueren. Der Bau wurde in den Jahren 1392 bis 1398 errichtet. Die Türme sind gut 30 Meter hoch. Die rückwärtige Mauer wurde im 19. Jahrhundert entfernt, so dass der Bau jetzt von hinten offen ist. Zeitweilig diente er als Gefängnis. Das Tor ist neben den ähnlich imposanten „Torres de Quart“ das einzige verbliebene Stadttor.

### Lonja de la Seda
Die Seidenbörse (span. Lonja de la Seda; val. Llotja de la Seda) wurde zwischen 1482 und 1533 unter der Leitung des Steinmetzmeisters Pere Compte erbaut und gilt als eines der bedeutendsten Gebäude der profanen Gotik in Europa. Sie besteht aus vier Teilen: dem Turm, dem Saal Consulado del Mar, dem Orangenbaum-Innenhof und dem Säulensaal. Der gesamte Komplex mit bebauten und unbebauten Zonen ist über 2000 m² groß. Seit dem 7. Dezember 1996 zählt die Lonja de la Seda zum UNESCO-Weltkulturerbe.

### Kathedrale von Valencia
Die Kathedrale von Valencia wurde ab 1262 auf den Grundmauern einer alten Moschee errichtet. Bis Ende des 18. Jahrhunderts wurde das Gebäude oftmals umgestaltet. Auffällig sind die Puerta de los Apóstoles, aus dem 14. Jahrhundert, die Puerta del Palau, das älteste Portal der Kathedrale, romanisch mit Einflüssen aus dem Mudéjar, und die Puerta Barroca. Der an die Kathedrale angebaute gotische Turm Torre del Miguelete aus dem 14. Jh. gilt als eines der Wahrzeichen der Stadt.
In einer Seitenkapelle der Kathedrale wird ein Kelch aus Achat als Reliquie aufbewahrt, der traditionell als Heiliger Kelch bzw. Heiliger Gral verehrt wird und in der Literatur mit eben der Sage um den Heiligen Gral verknüpft ist. Experten datieren den mörserförmigen Steinbecher in das 1. Jahrhundert vor Christus.
Der Eintritt zur Kathedrale kostet (Stand Juni 2025) für Touristen 10 Euro.

#### Wassergericht
Vor dem Apostelportal der Kathedrale tagt jeden Donnerstag das älteste Wassergericht Europas (span. Tribunal de las Aguas), ein einzigartiges öffentliches Verfahren, bei dem hauptsächlich Streitigkeiten unter den Bauern des Umlandes (Huerta) über die Bewässerung der Felder geschlichtet werden.

### Kirchen und Klöster
- Basilika der Heiligen Jungfrau der Hilflosen, nach 1650 erbaut von Diego Martínez Ponce de Urrana, mit Gnadenbild;
- Los Juanes del Mercado (Johannes Baptist und Evangelist), gotische Pfarrkirche bei der alten Börse, 1598 im Barockstil erneuert, Inneres mit Fresken von Antonio Palomino;
- St. Nikolaus und Petrus, gotisch, im Innern churrigueresk, bemerkenswerte Deckenmalereien;
- Santa Catalina Martír (Katerina), am Plaza Virgen de la Paz, gotisch mit Renaissance-Erneuerungen;
- Iglesia de San Esteban, an der Plaça de Sant Esteve, Taufkirche von Vinzenz Ferrer;
- Kloster San Miguel de los Reyes (Monestir de Sant Miquel dels Reis), begonnen 1546, konsequente Renaissance, Vorgänger des Escorial-Palasts;
- El Temple, ehemals Kirche des Templerordens, die an den Orden von Montesa überging und unter Ferdinand VI. und Karl III. erneuert wurde;
- Convento de Santo Domingo, ehemaliger Konvent des Hl. Dominikus ab 1239, einst das Hauptquartier des Dominikanerordens unter dem Generalmagister, im Kloster ein gotischer Flügel mit Königlicher Kapelle und Säulen, die Palmbäume imitieren, aus der Mitte des 15. Jahrhunderts überdacht von einem prachtvollen Gewölbe;
- Real Colegio del Corpus Christi (1586–1615), worin in der Iglesia del Patriarca die Ewige Anbetung geschieht; Zugang über das Museo del Patriarca;
- Herz-Jesu-Basilika (Valencia), erbaut auf der ehemaligen Jesuitenkirche (1868 zerstört);
- Antiguo y Asilo Colegio de San Juan Baptista (Jesuiten), das frühere Adelskolleg, heute Verwaltung der Katholischen Universität Valencia (Calle de Guillem de Castro 173).

### Ciutat de les Arts i les Ciències
Die Stadt der Künste und der Wissenschaften wurde vom valencianischen Architekten Santiago Calatrava entworfen. Sie ist im ehemaligen Flussbett des Turia gelegen und umfasst folgende Sehenswürdigkeiten (gereiht nach Eröffnungsdatum):
1. L’Hemisfèric – IMAX-Kino, konstruiert als sich öffnendes und schließendes Auge
2. Museo de las Ciencias Príncipe Felipe – Naturwissenschaftliches Museum
3. L’Umbracle – Botanischer Garten und Diskothek
4. L’Oceanogràfic – größtes Aquarium Europas
5. Palau de les Arts Reina Sofía – Opernhaus und Musikpalast mit vier Sälen und rund 40.000 m² Gesamtfläche
6. Pont de l’Assut de l’Or – eine Schrägseilbrücke, deren 125 Meter hoher Pfeiler den höchsten Punkt der Stadt bildet[15]
7. L’Àgora – Veranstaltungsplatz, in dem u. a. Konzerte, Ausstellungen und Sportveranstaltungen stattfinden

### Museen, Zoos, botanische Gärten und Parks
- Museu de Prehistòria de València Museum der frühen Geschichte Valencias
- Museu Valencià d’Etnologia Valencianisches Museum für Ethnologie
- Casa Museo Blasco Ibáñez
- Casa Museo Concha Piquer
- Casa Museo José Benlliure
- Casa Museo Semana Santa Marinera
- Galería del Tossal
- Institut Valencià d’Art Modern (IVAM) – Centro Julio González Zentrum Julio González – Valencianisches Institut der Modernen Kunst
- Museo Casa de las Rocas
- Museo del Arroz Reis-Museum
- Museo de Bellas Artes Museum der schönen Künste
- Museo de Ciencias Naturales Naturwissenschaftliches Museum
- Museo de Informática Informatik-Museum
- Museo de la Asociación Valenciana de Arte y Tecnología Eléctrica – ARTTEL
- Museo de la Catedral Museum der Kathedrale
- Museo de la Ciudad Städtisches Museum
- Museo del Colegio Arte Mayor de la Seda
- Museo del Gremio de Artistas falleros Museum des Komitees der Fallas-Künstler
- Museo del Juguete Spielzeug-Museum
- Museo del Patriarca Museum des Patriarchen
- Museo del Siglo XIX Museum des 19. Jahrhunderts
- Museo Fallero Fallas-Museum
- Museo de Historia de la Medicina Museum der Medizingeschichte
- Museo de Historia de Valencia Museum der Geschichte Valencias
- Museo Histórico Militar Museum der Militärgeschichte
- Museo Histórico Municipal
  - Sala de Exposiciones del Museo Histórico Municipal
- Museo Marítimo Joaquín Saludes Maritim-Museum Joaquín Saludes
- Museo Municipal de Ciencias Naturales
- Museo Municipal del Trenet
- Museo Nacional de Cerámica „González Martí“ González Martí-Nationalmuseum für Keramik
- Museo Taurino de Valencia – Stierkampfmuseum
- Museo Valenciano de Historia Natural Valencianisches Museum der Naturgeschichte
- MUVIM – Museo Valenciano de la Ilustración y la Modernidad Valencianisches Museum der Illustration und der Moderne
- Botanischer Garten
- Zoologischer Garten
- Stadtpark im alten Flussbett des Turia

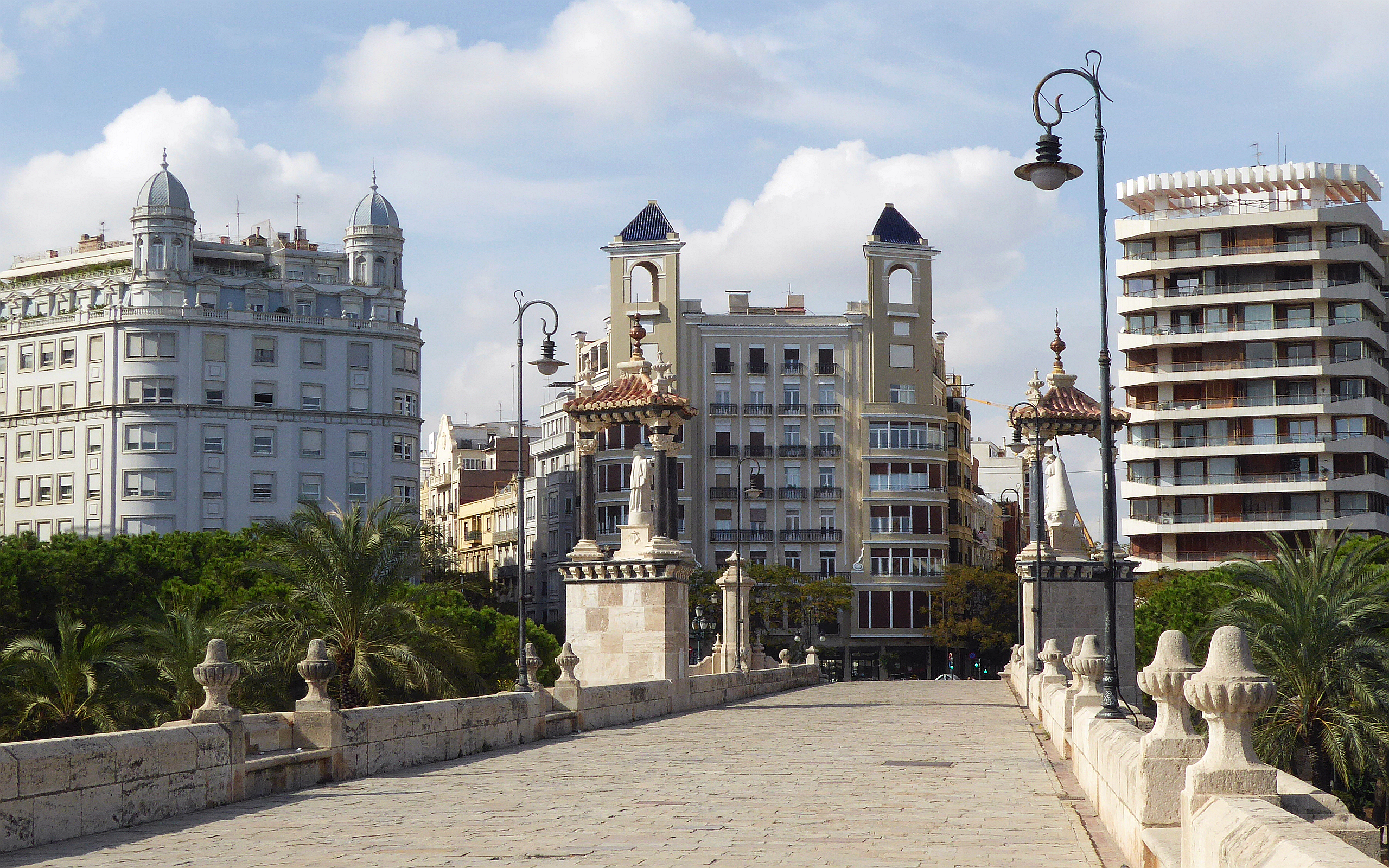
Puente del Mar in Valencia

- Erlebnis-Zoo Bioparc

### Klassische und historische Brücken
In Valencia gibt es eine Reihe klassisch anmutende Brücken, darunter einige historische Brückenbauwerke:
- Puente Real, aus dem 16. Jahrhundert, wird mit 10 Feldern als Verkehrsbrücke genutzt
- Puente del Mar, erbaut 1591, Fußgängerbrücke unter 10 m Breite, aber mit 10 Bögen beachtliche 160 m lang
- Puente del Regne, eine der jüngeren Brücken, mit 220 m aber auch die längste der klassischen Brücken der Stadt
- Puente del Àngel Custodio, eine junge Balkenbrücke von 1933 mit 150 m Länge
- Puente San José, im 14. Jahrhundert als Holzbrücke gegründet, im 17. Jahrhundert durch Steinbrücke ersetzt
- Puente de Serranos a Valencia, errichtet 1518 im frühen 16. Jahrhundert
- Puente de la Trinidad, diese Brücke wurde Anfang des 15. Jahrhunderts mit gotisch anmutenden Stilelementen am Standort einer ehemaligen maurischen Holzbrücke errichtet

### Sport
In Valencia wird Sport großgeschrieben und trotz finanzieller Schwierigkeiten von Seiten der Stadt und des Landes seit jeher großzügig unterstützt. Das angenehme Klima und die lange Küstenlinie machen die Stadt zum idealen Ort für Wassersport, wie Segeln, Surfen oder Wasserski. Das Stadtbild selbst ist geprägt von sportlichen Einrichtungen; zu erwähnen sind die zahlreichen Möglichkeiten zur sportlichen Aktivität entlang des trockengelegten Flussbettes des Turia, das ehrwürdige Fußballstadion Mestalla inmitten der Stadt sowie die Boxen der Segel-Teams am Hafen. Dort fand 2007 und 2010 der America’s Cup, die bekannteste und prestigeträchtigste Segel-Regatta der Welt, statt. Von 2008 bis 2012 fand jährlich der Große Preis von Europa ebenfalls entlang der neu angelegten Formel-1-Strecke am Hafen, dem Valencia Street Circuit, statt. Der Große Preis von Valencia, welcher Teil der Motorrad-Weltmeisterschaft ist, wird seit 1999 auf dem Circuit Ricardo Tormo in Cheste ausgetragen. Sporadisch werden dort auch Rennen der Deutschen Tourenwagen-Masters ausgetragen.
Der bekannteste Fußballklub der Stadt FC Valencia konnte bereits große Erfolge verzeichnen, so gewann das Team bereits sechsmal die höchste spanische Liga Primera División, zuletzt in der Saison 2003/2004, in der man auch den UEFA-Cup und Supercup gewinnen konnte. Der letzte große Erfolg liegt in der Saison 2018/2019, in der zum achten Mal die Copa del Rey gewonnen wurde. Der Verein hatte in den Jahren der Wirtschaftskrise mit schweren finanziellen Problemen zu kämpfen, die vor allem die Eröffnung des neuen Stadions Nou Mestalla immer wieder hinauszögerten. Das Trainingszentrum der Mannschaft befindet sich in Paterna, dort werden auch die Spiele der Amateur-, Damen- und Jugendmannschaften ausgetragen. Mit UD Levante verfügt die Stadt über einen zweiten Fußballklub in der Primera División, der seine Spiele im Estadio Ciudad de Valencia austrägt und sich in der Saison 2011/2012 für die UEFA Europa League qualifizierte.
Valencia ist derzeit die einzige Stadt Spaniens mit zwei Teams in der nationalen American Football Liga (LNFA). Die Valencia Firebats und die Valencia Giants teilen sich das Estadio Municipal Jardín del Turia. Die Firebats sind dreifacher Meister der spanischen Liga und repräsentieren Spanien seit 2005 in den europäischen Football-Playoffs.
Der Valencia Basket Club (ehem. Pamesa Valencia) spielt in der spanischen Liga ACB und trägt die Spiele im Pabellón Fuente de San Luis aus. Das Stadion beheimatet auch das Damenteam Ros Casares Valencia, das mit acht Titeln spanischer Rekordmeister im Damen-Basketball ist und 2012 die Euroleague Women gewann.
Seit 1995 veranstaltet der Club de Tenis Valencia ein internationales Tennisturnier, das 2009 in die ATP World Tour 500 aufgenommen wurde und in der Ciudad de las Artes y Ciencias stattfindet. Ebendort wird das International Open Valencia ausgetragen, das Teil der World Padel Tour ist. Von 2009 bis 2011 wurde hier auch die Global Champions Tour im Springreiten durchgeführt.
Alljährlich werden im Herbst in Valencia ein Triathlon, ein Marathon sowie ein Halbmarathon mit tausenden Teilnehmern ausgetragen. Mehr als 50 Laufveranstaltungen bzw. Volksläufe (Volta a Peu) finden das ganze Jahr über statt. Die Dachorganisation „Valencia Ciudad del Running“ wurde im November 2014 von der Stadtregierung und der Trinidad Alfonso Foundation mit dem Ziel gegründet, die Stadt als internationale Benchmark in der Welt des Laufens zu festigen. Seit 2017 wurden in Valencia 7 Weltrekorde über verschiedene Laufdistanzen aufgestellt. Bei den Halbmarathon-Weltmeisterschaften 2018 lief Netsanet Gudeta den Weltrekord im reinen Frauenrennen. Joyciline Jepkosgei (2017) und Letesenbet Gidey (2021) trugen sich ebenfalls in die ewige Bestenliste im Halbmarathon ein. 2019 wurde der Weltrekord über 10 km Straßenlauf von Joshua Cheptegei und Rhonex Kipruto gleich zweimal in Valencia gebrochen. 2020 schrieb Kibiwott Kandie mit einem neuen Weltrekord im Halbmarathon Geschichte. Das Rennen wurde wie das als „World Record Day“ ausgeschriebene Laufmeeting aufgrund der Corona-Pandemie als reines Elite-Rennen durchgeführt. Dieses Meeting nutzten Letensebet Gidey (5000 m) und Joshua Cheptegei (10.000 m) für neue Weltrekordzeiten auf der Laufbahn.
Valencia ist auch ein angesehener Treffpunkt für nationale und internationale Golfer. Das ganze Jahr über kann an vier Golfplätzen in der nahen Umgebung, Campo de Golf El Saler, El Bosque Club de Golf, Real Club de Golf Manises und dem Club de Golf Escorpión gespielt werden.

### Veranstaltungen

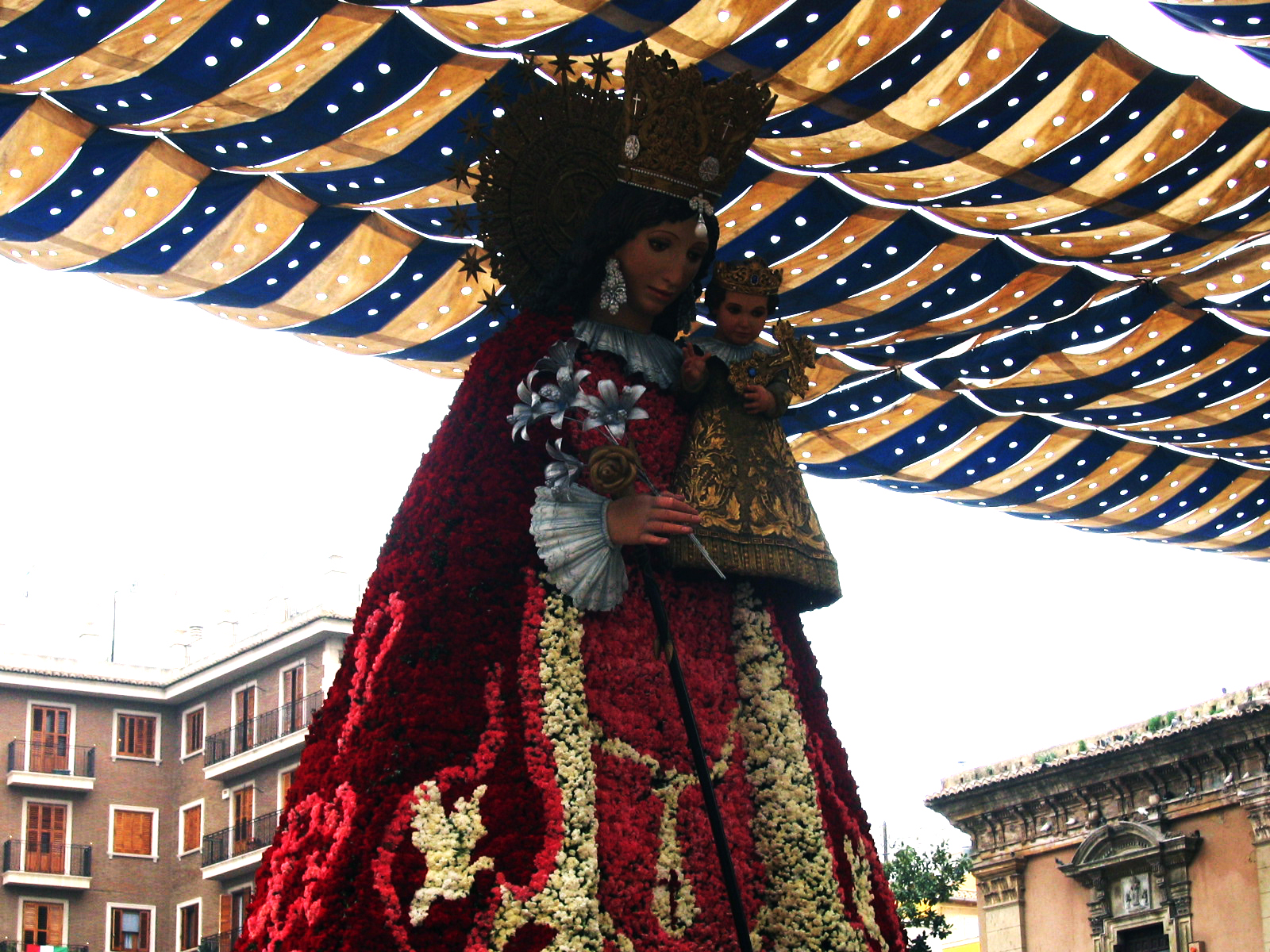
La Virgen

#### Las Fallas
Bekannt ist die Stadt durch die jährlich stattfindenden Fallas (span. [ˈfaʎas]) oder Falles (valencianisch/katalanisch [ˈfajes]). Die Fallas sind Feiern der Stadtvierteln zu Ehren von Josef, dem Schutzheiligen der Zimmerer. Dabei stellen die in den fast 400 Comisiones Falleras organisierten Falleros y Falleras der einzelnen Stadtviertel bis zu 30 Meter große Figuren aus Holz, Pappmaché und Styropor her, die „fallas“. Die fallas karikieren z. B. herausragende Ereignisse aus dem gesellschaftlichen und politischen Leben auf meist satirische Art.
Die Fallas beginnen mit Anfang März und erreichen am 14./15.–19. März ihren Höhepunkt. Sie werden mit Umzügen durch die Stadtviertel in traditioneller Tracht, Festessen und Feuerwerken gefeiert. Es gibt zwei verschiedene Kategorien von Feuerwerken: das eine sind die mascletàs die täglich um 14 Uhr in allen Fallas stattfinden; die mit Abstand größte ist die von der Stadt organisierte Mascletá auf der Plaça de l’Ajuntament. Das andere sind die Castillos de fuegos artificiales die in den vier Nächten vor dem 19. März in den Nachthimmel geschossen werden. Das wichtigste und eindrucksvollste ist die nit del foc (span. noche del fuego/Nacht des Feuers) in der Nacht vom 18. auf den 19. März. Am 17. und 18. März werden der Virgen de los Desamparados mit Umzügen Blumen dargeboten (ofrenda). Die Blumen werden vor der Basilika auf der Plaça de la Virgen zu einem 10 Meter hohen Marienbild zusammengesteckt. In der Nacht vom 19. zum 20. März werden die fallas-Figuren in einem Akt namens cremà verbrannt.

#### Semana Santa
Die Semana Santa ist die spanische Karwoche und wird mit viel Aufwand und großen Prozessionen begangen. Sie hat große Bedeutung für die Gläubigen, aber auch für den Tourismus. Zentrales Element der Prozessionen sind die Pasos, tischartige Konstruktionen, auf welchen Szenen des Kreuzweges oder Marienstatuen von Trägern auf den Schultern getragen werden.

#### Filmfestivals
In Valencia werden jährlich zwei Filmfestivals veranstaltet: zum einen die Mostra de Valencía – Cinema del Mediterrani, bei dem seit 1980 im internationalen Wettbewerb Filme aus Mittelmeerländern gezeigt werden, und zum anderen das Festival Internacional de Cine Cinema Jove, das sich seit 1985 Filme neuer Regisseure widmet.

#### Feria de Julio
Im Juli findet alljährlich seit 1871 ein Sommerfest im Stadtzentrum von Valencia statt. Teil des Festes sind Umzüge, Ausstellungen, Musikwettbewerbe, Konzerte, die Batalla de flores (span. Blumenschlacht), und die Fiesta de Moros y Cristianos (span. Fest der Mauren und Christen). Die Batalla de flores kann man jeden letzten Sonntag im Juli gegen 20.00 Uhr in unmittelbarer Nähe der Puente de las Flores (span. Blumenbrücke) bestaunen. Die Fiesta de Moros y Cristianos findet am ersten Wochenende im Juli statt. Dabei tragen die Teilnehmer der Umzüge mittelalterlicher Kleidung nachempfundene Kostüme, reiten auf Pferden und zuweilen auf Kamelen oder Elefanten.

#### Weitere Veranstaltungen
Im Juli 2006 fand in Valencia das katholische Weltfamilientreffen mit dem damaligen Papst Benedikt XVI. mit bis zu zwei Millionen Teilnehmern statt.

### Kulinarische Spezialitäten

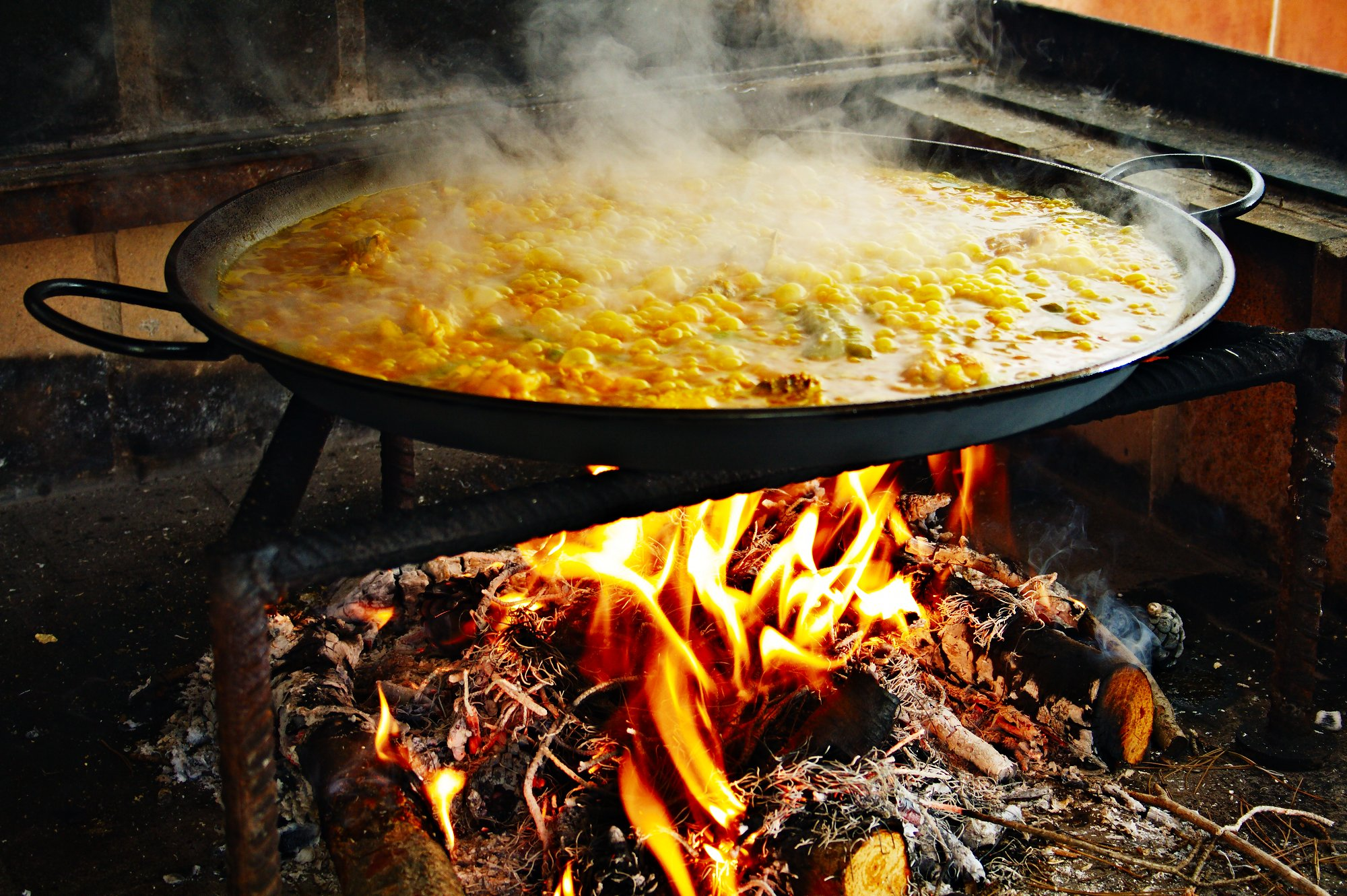
Paella

Die valencianische Küche ist von Reis, Fleisch, Fisch und lokalem Gemüse geprägt. Das bekannteste valencianische Gericht ist das Reisgericht Paella, das traditionell in einer speziellen flachen Pfanne (die gleichnamige „Paella“) auf offenem Feuer (oder auf einem speziellen Gasherd) zubereitet wird. Die Reissorte (Bomba) stammt aus dem Anbaugebiet am Rande des Sees innerhalb des Naturparks La Albufera südlich von Valencia, der auch eine einzigartige Artenvielfalt von Vögeln und Insekten bietet.
Die traditionelle Variante ist die Paella Valenciana mit Huhn, Kaninchen, Riesenbohnen und grünen Bohnen. Daneben gibt es weitere Variationen, z. B. Paella marinera mit Fisch und Meeresfrüchten, oder Paella de verduras mit Gemüse. Obwohl die spanische Küche sehr regional geprägt ist, hat die Paella in Spanien einen sehr hohen Bekanntheitsgrad, so dass sich verschiedene Paellavariationen in den verschiedenen Regionen Spaniens finden. Weitere regionale Reisgerichte sind Arroz al Horno „Reis aus dem Ofen“ oder Arroz a Banda oder Arroz negro. Die Nudelvariante der Paella (mit Fisch und Meeresfrüchten) wird Fideuà genannt.

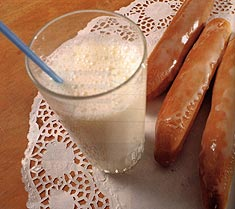
Horchata mit Fartóns

Typisch für Valencia ist auch die Horchata, ein Getränk aus Erdmandeln, die im Norden Valencias, bei Alboraya, angebaut werden. Zur Horchata werden Fartóns gegessen. Ebenso typisch ist Cebada, ein Malzgetränk, das sich aus der Römerzeit erhalten hat, Agua de Valencia, ein Mischgetränk aus spanischem Sekt (Cava), Orangenschnaps und frisch gepresstem Orangensaft, und Mistela de moscatel, ein Likörwein aus Muskateller.
Im Sommer wird gerne Leche merengada gegessen, eine Art Sorbet auf Basis von Milch und Baiser („Merengue“), aromatisiert mit Zitronenschale und Zimt. Eine Kugel Leche merengada Eis (wahlweise auch Nata (Sahne-Eis)) auf Kaffee-Sorbet wird als „Blanco y Negro“ bezeichnet. Mit einer Kugel Mantecado (Vanille-Sahne-Eis) wird daraus das für Valencia typische National.
In der Umgebung Valencias werden die Straßen von Orangenfeldern gesäumt. Valencia war und ist immer noch ein Zentrum für Zitrusfrüchte.

## Wirtschaft

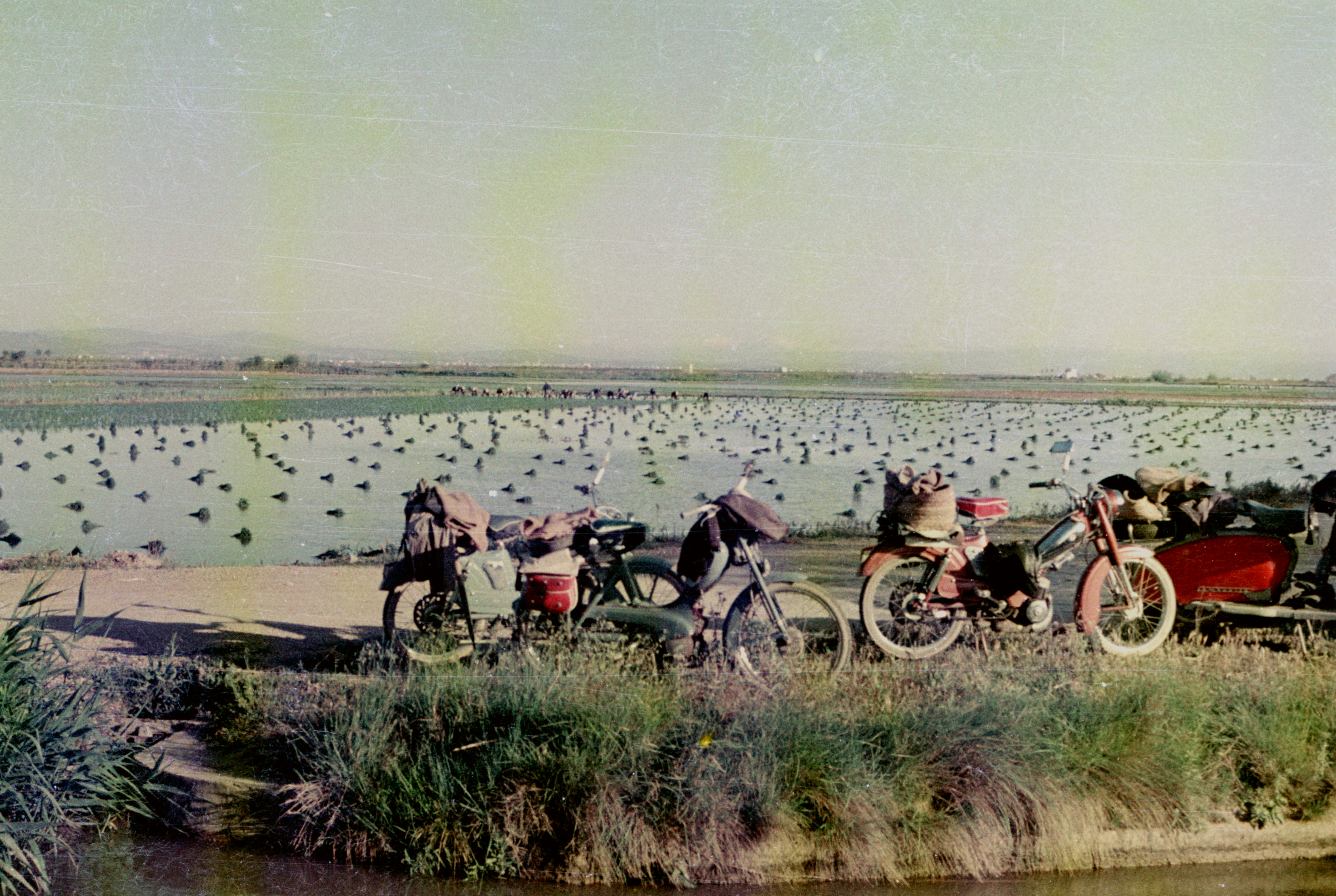
Reisfelder bei Sueca im Frühjahr 1966

Ein großer Arbeitgeber ist das nahe Kernkraftwerk Cofrentes sowie das Automobilwerk von Ford in Almussafes 20 km südlich der Stadt. Bis in die 1990er Jahre wurden in Valencia Schienenfahrzeuge hergestellt; die heutige Stadler Rail Valencia produziert 15 km nördlich in Albuixech.
Außerdem wird in der Region auch Reis u. ä. angebaut.
Für das Jahr 2022 wurde Valencia von der World Design Organization zum World Design Capital nominiert.
Die Costa de Valencia ist die Küstenregion der Provinz Valencia. Traditionell gehört dieser Küstenabschnitt, wie auch die Provinz Castellón, zu der Costa del Azahar. Im Zuge der touristischen Entwicklung von Valencia hat sich allerdings im Laufe der Zeit die touristische Bezeichnung Costa de Valencia für die Küstenregion von Valencia eingebürgert, die heute eine der wichtigsten Urlaubsdestinationen Spaniens ist. Die Costa de Valencia ist auch ein beliebtes Ziel für Sprach- und Städtereisen.
In der Stadt befindet sich auch die Bolsa de Valencia, welche heute zur Bolsas y Mercados Españoles gehört.

## Bildung
In Valencia gibt es insgesamt über 80.000 Studenten an den zwei Universitäten Universität Valencia und Polytechnische Universität Valencia. Hier befindet sich auch seit 1961 eine Deutsche Schule.
Von einer rigorosen Sparpolitik des überschuldeten Staates, der 2012 ca. 40 Milliarden Euro einsparen musste, ist auch das Schulwesen in Valencia betroffen. Im Februar 2012 demonstrierten gegen die resultierenden Missstände Schüler, die u. a. wochenlang in unbeheizten Räumen unterrichtet worden waren. Die Demonstration wurde durch Polizeikräfte niedergeschlagen.

## Verkehr und Logistik

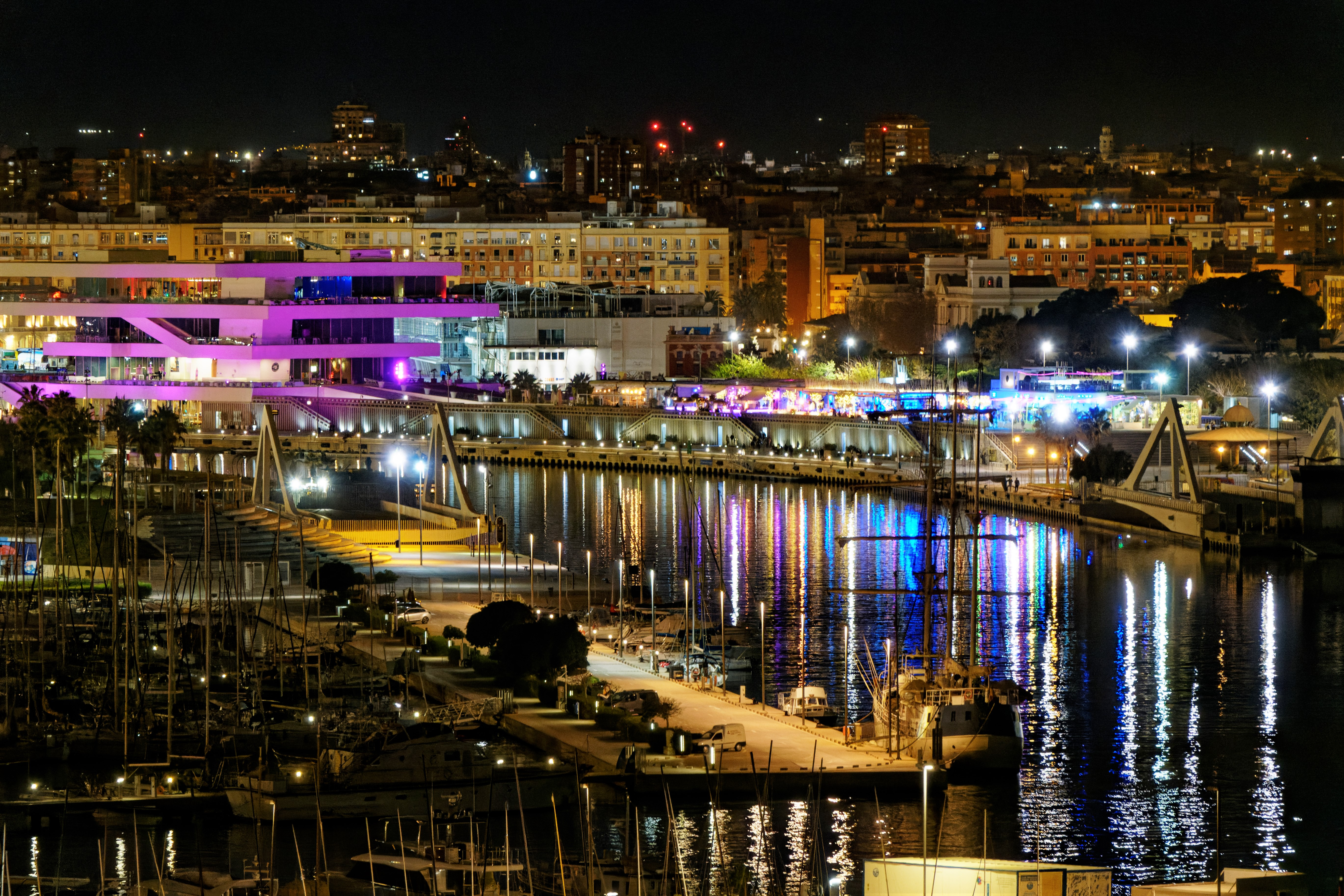
Der Hafen

Valencia ist aus der Luft über den acht Kilometer vom Stadtzentrum entfernten Flughafen Manises zu erreichen, der aus Deutschland mit Linienflügen oft über Mallorca angeflogen wird. Von dort gibt es eine Metro- und Busverbindung in die Stadt. Gelegentlich kann die Anreise über die benachbarten Flughäfen in Alicante im Süden oder Barcelona im Norden jedoch günstiger sein.

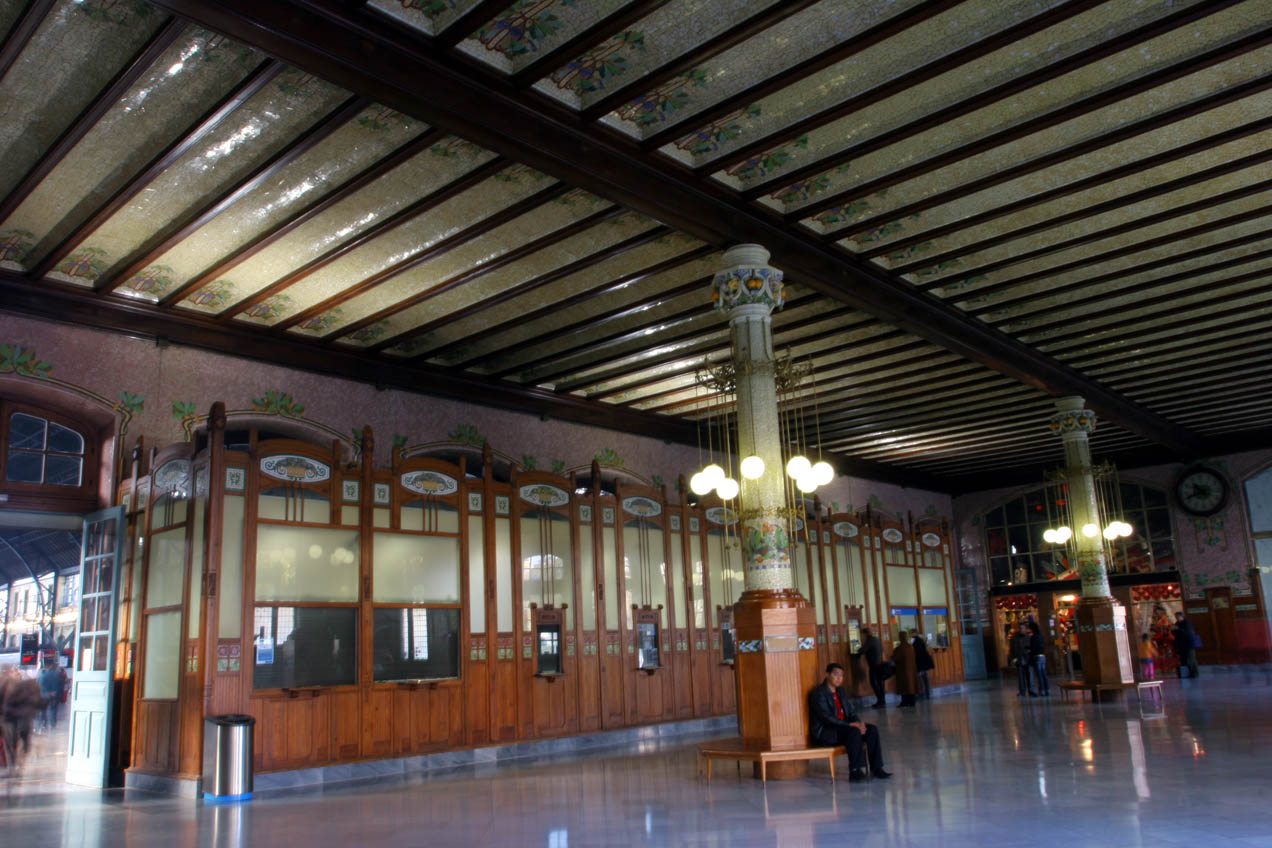
Estación del Norte

Der Nordbahnhof (Estación del Norte) befindet sich im Stadtzentrum. 800 Meter südlich befindet sich der Bahnhof Joaquin Sorolla, der als provisorischer Endpunkt der Schnellfahrstrecke Madrid–Levante errichtet wurde. Mittelfristig sollen beide zu einem Schienenverkehrsknoten kombiniert werden.
Per Eisenbahn ist die Hafenstadt im Fernverkehrsnetz (Grandes Líneas) der spanischen Staatsbahn Renfe mit Alicante, Barcelona und Madrid verbunden. Die Renfe betreibt um Valencia ein S-Bahn-Netz (Cercanías Valencia, valencianisch Rodalia) mit sechs Linien, die meist im Kopfbahnhof València Nord beginnen und enden.
1988 wurde das erste Teilstück der Metro Valencia eingeweiht. Das Netz entstand aus dem bestehenden, meterspurigen Vorortbahnnetz, das die FGV zuvor von den FEVE übernommen hatten. Bedingt durch die Konkurrenzsituation der Ursprungsgesellschaften dauerte es bis 1998, bis zwischen den Netzen der Cercanías und der Metro die erste Umsteigemöglichkeit (València Nord/Xàtiva) eingerichtet wurde.
Im Straßenverkehr ist Valencia in westlicher Richtung über die E-901 mit Madrid verbunden, die gleichzeitig Zubringer zur AP-7, einer bedeutenden Nord-Süd-Achse entlang der Küste in Richtung Barcelona, ist. Derzeit befindet sich die A-23 Sagunt–Somport (Pyrenäenpass) in Bau, die Valencia mit Teruel und Saragossa verbindet.

### Hafen

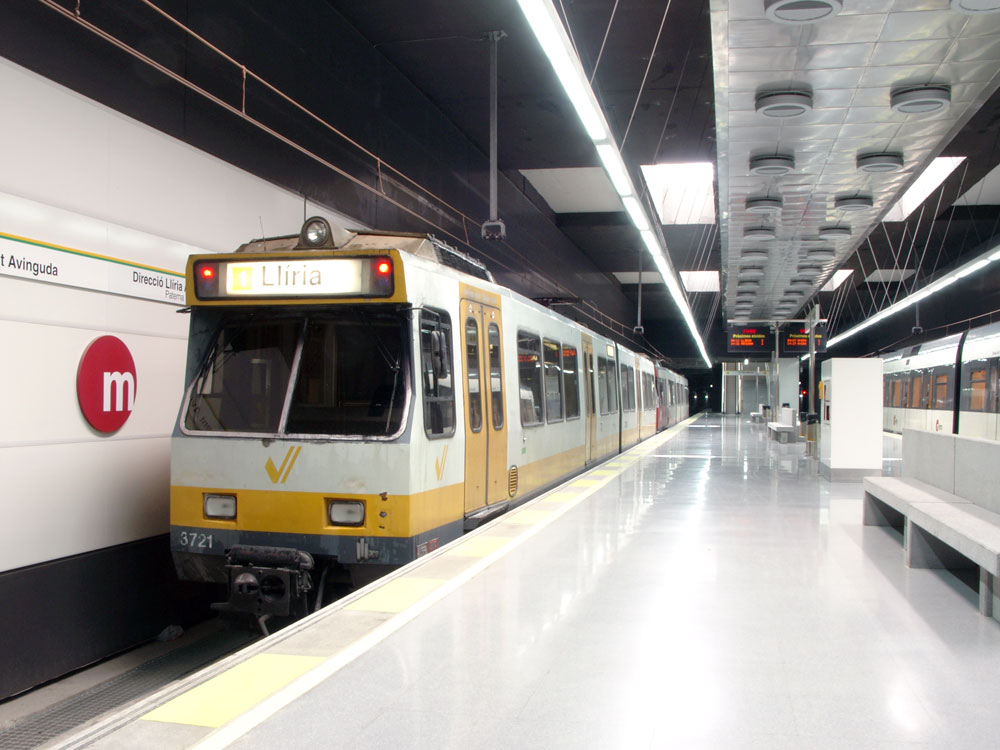
Metro-Linie 1 (links) und 3

Valencia verfügt über einen bedeutenden Seehafen mit Containerterminals, Kfz-Umschlag (etwa 800.000 Einheiten im Jahr 2017), Fährverbindungen und Eisenbahnanschluss. Im Hafen von Valencia wurde 2008 ein Gütervolumen von 59,1 Millionen Tonnen abgefertigt, was einer Steigerung von 11,48 % gegenüber dem Vorjahr entspricht. Er ist der zweitgrößte Containerhafen in Spanien und einer der wichtigsten im Mittelmeerraum. Im Jahr 2019 wurden 5,44 Mio. TEU umgeschlagen.
Im regelmäßigen Fährverkehr mit den Balearen und Italien wurden im Jahr 2008 199.335 Passagiere verzeichnet. Das gesamte Aufkommen einschließlich Kreuzfahrtschiffe betrug 474.814 Passagiere. 2019 wurden im Hafen von Valencia 1,028 Mio. Passagiere abgefertigt, 592.205 im Fährverkehr und 435.616 in der Kreuzschifffahrt.

### Öffentlicher Nahverkehr
Die Stadt Valencia verfügt mit über 60 Linien über ein umfassendes, sehr dichtes Busnetz des Verkehrsunternehmens EMT Valencia, das das Stadtbild prägt. Dieses wird seit 1988 durch inzwischen neun Metro- und Straßenbahnlinien ergänzt, die insbesondere in den letzten Jahren stark ausgebaut wurden. Einige Metrolinien verbinden umliegende Orte mit der Innenstadt. Andere Ortschaften werden durch diverse Busverkehrsunternehmen erreicht, die sich Ende der 1990er Jahre zu einem Verkehrsverbund (MetroBus) zusammengeschlossen haben.
Reisende nutzen üblicherweise die recht günstigen Zehnerkarten (Bonobus), es gibt aber auch Tages- und Monatskarten.

## Schutzpatron
Der auch hier geborene heilige Vinzenz Ferrer ist der Schutzpatron der Stadt (Stadtpatron).

## Partnerstädte
- Mainz (Deutschland)
- Bologna (Italien)
- Vera Cruz (Mexiko)
- Valencia (Venezuela)
- Sacramento (Vereinigte Staaten)
- Odessa (Ukraine)
- Rize (Türkei)
- Burgos (Spanien)

## Söhne und Töchter der Stadt
Berühmte Persönlichkeiten aus Valencia sind unter anderem König Peter III., die Komponisten Vicente Martín y Soler, Joaquin Rodrigo, José Serrano, Ruperto Chapi, die Maler Joan de Joanes, José de Ribera, Joaquín Sorolla, die Künstler Mariano Benlliure, Josep Renau und Manuela Ballester, die Schriftsteller Juan Luis Vives, Ausiàs March, Vicente Blasco Ibáñez, die Sänger Camilo Sesto, Nino Bravo, Concha Piquer, Bruno Lomas, der Architekt Santiago Calatrava, sowie die Fußballspieler Juanfran und Raúl Albiol.

## Offizielle Bezeichnung der Stadt
In der Region Valencia sind sowohl Spanisch als auch Valencianisch Amtssprachen. Zur Schreibung des Valencianischen gibt es zwei verschiedene Normen. Die Acadèmia Valenciana de la Llengua (AVL, nach dem Gesetz die „Hüterin“ der valencianischen Sprache), vertritt die Normes de Castelló (1932). Die Real Acadèmia de Cultura Valenciana (RACV) hingegen die Normes del Puig (1979). 
Nach beiden Rechtschreibsystemen wird das geschlossen ausgesprochene betonte "E" grundsätzlich mit dem Akut-Akzent (also: é) geschrieben, das offen ausgesprochene "E" mit dem Gravis-Akzent (also: è). Das „e“ im Namen der Stadt wird im Valencianischen geschlossen ausgesprochen, wäre also eigentlich nach beiden Systemen „é“ zu schreiben. Nach dem System der AVL gibt es aber Ausnahmen von dieser Regel u. a. für das Frage- und Relativpronomen què und die Konjunktion perquè, aber auch für das Toponym València (alle mit geschlossenem "E" gesprochen, aber "è" geschrieben). 
Die offizielle Bezeichnung von Kommunen kann nach der Gesetzeslage entweder einsprachig oder zweisprachig (wie z. B. Alacant/Alicante) sein.
Bis 2017 war die offizielle Bezeichnung der Stadt einsprachig-spanisch („Valencia“). Im Jahr 2017 wurde sie unter einer linken Regional- und einer linken Stadtregierung durch die einsprachig-valencianische Form nach den Regeln der AVL (also: „València“) ersetzt.
Seit der Kommunalwahlen 2023 strebt die neue rechte Mehrheit im Stadtrat die Umbenennung in die zweisprachige Form und unter Verwendung des „é“ in der valencianischen Form (also: Valéncia/Valencia) an. Der Stadtrat beschloss hierüber im Juli 2025. Die Entscheidung über die Umbenennung trifft aber die – jetzt auch konservative – Regionalregierung, die zuvor noch die AVL zu beteiligen hat.
Politischer Streitpunkt ist nicht in erster Linie der Wechsel zur zweisprachigen Bezeichnung, sondern die Frage, welcher Akzent in der valencianischen Bezeichnung zu verwenden ist. Die RACV ist eine der wenigen Institutionen, die die Auffassung vertritt, dass das Valencianische eine vom Katalanischen zu unterscheidende, eigenständige Sprache sei. Diese These wird aus politischen Gründen eher vom rechten Lager vertreten (vgl. Blaversimus). Die Schreibweise nach den Regeln der RACV wird daher von den linken Parteien im Stadtrat abgelehnt. Es handelt sich nicht in erster Linie um eine linguistisch-wissenschaftliche Frage, sondern um eine symbol-politische Auseinandersetzung.